# Eckbach (Rhein)
Der Eckbach, im Mittelalter Leinbach, in der Region auch die Eck, am Unterlauf Neugraben und Leininger Graben genannt, ist ein 39,5 km langer Bach und ein linker, westlicher Zufluss des Rheins in Rheinland-Pfalz. Dort fließt er hauptsächlich in der nordöstlichen Pfalz, lediglich die letzten 2 km des Bachs und seine Mündung liegen im äußersten Südosten von Rheinhessen auf der Feldgemarkung der Stadt Worms. Auf den ersten 23 km seines Laufs begleitet den Bach der Eckbach-Mühlenwanderweg.
Für das umgebende südwestliche Leiningerland stellt der obere Eckbach das zentrale Fließgewässer dar. Von kommunaler Seite ist für die Betreuung des Bachs der Gewässer-Zweckverband Isenach-Eckbach zuständig, der dem Landkreis Bad Dürkheim untersteht.

## Name und Etymologie

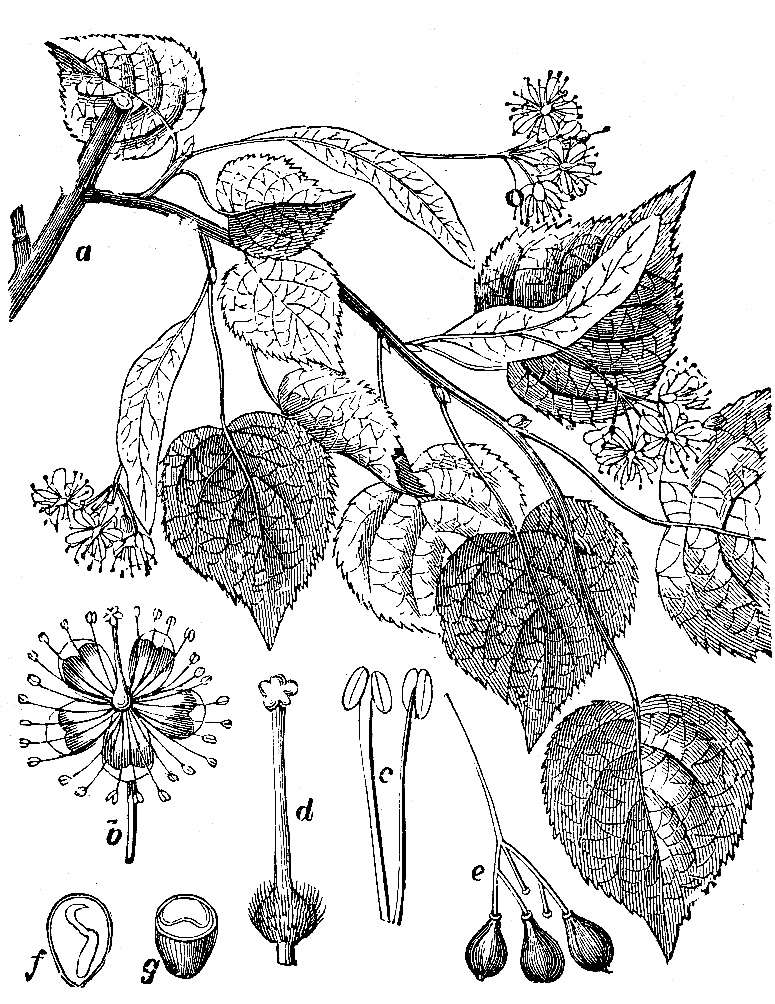
Sommerlinde: ungeteilte Blattspreite, Blüte fünfstrahlig
Stammwappen der Leininger: stilisierter Baum mit Lindenblättern

Den alten Namen die Eck führt die Sprachforschung auf die heute noch vor allem in Süddeutschland häufige und als Femininum gebrauchte Fluss- oder Bachbezeichnung Ache zurück, die aus dem Althochdeutschen als aha überliefert ist. Andere Sprachwissenschaftler hingegen leiten den Namen von germanisch *Akjō ab, eine Form zum germanischen Verb *ak-a- für 'fahren'.
Während des Mittelalters trug der Eckbach den Namen Leinbach, womit auf den „Leinbaum“ Bezug genommen wurde. So wurden damals in der Gegend sowohl der Spitzahorn als auch die Sommerlinde bezeichnet, zwei Baumarten, die an den Ufern des Eckbachs häufig vorkamen. Beide unterscheiden sich allerdings vor allem in der Form der Blätter: Ahornblätter sind fünflappig, Lindenblätter ungeteilt.
Das Stammwappen des aus dem Gebiet am oberen Eckbach stammenden Adelsgeschlechts der Leininger zeigt einen stilisierten Baum, dessen Blätter – wie auch die fünfstrahligen Blüten – eindeutig auf eine Linde hinweisen. Das Adelsgeschlecht dürfte nach der alten Bachbezeichnung seine Stammburg benannt haben, von der wiederum der spätere Name des Geschlechts abgeleitet wurde.
Dass die ursprüngliche Eck heute den Namen Eckbach trägt, geht auf das Königreich Bayern zurück, zu dem die linksrheinische Pfalz ab 1816 gehörte. Als damals die bayerischen Beamten die Pfalz kartographisch erfassten, wollten sie – in Unkenntnis der Namensentstehung – deutlich machen, dass die Eck ein Bach sei.

## Geographie

### Verlauf

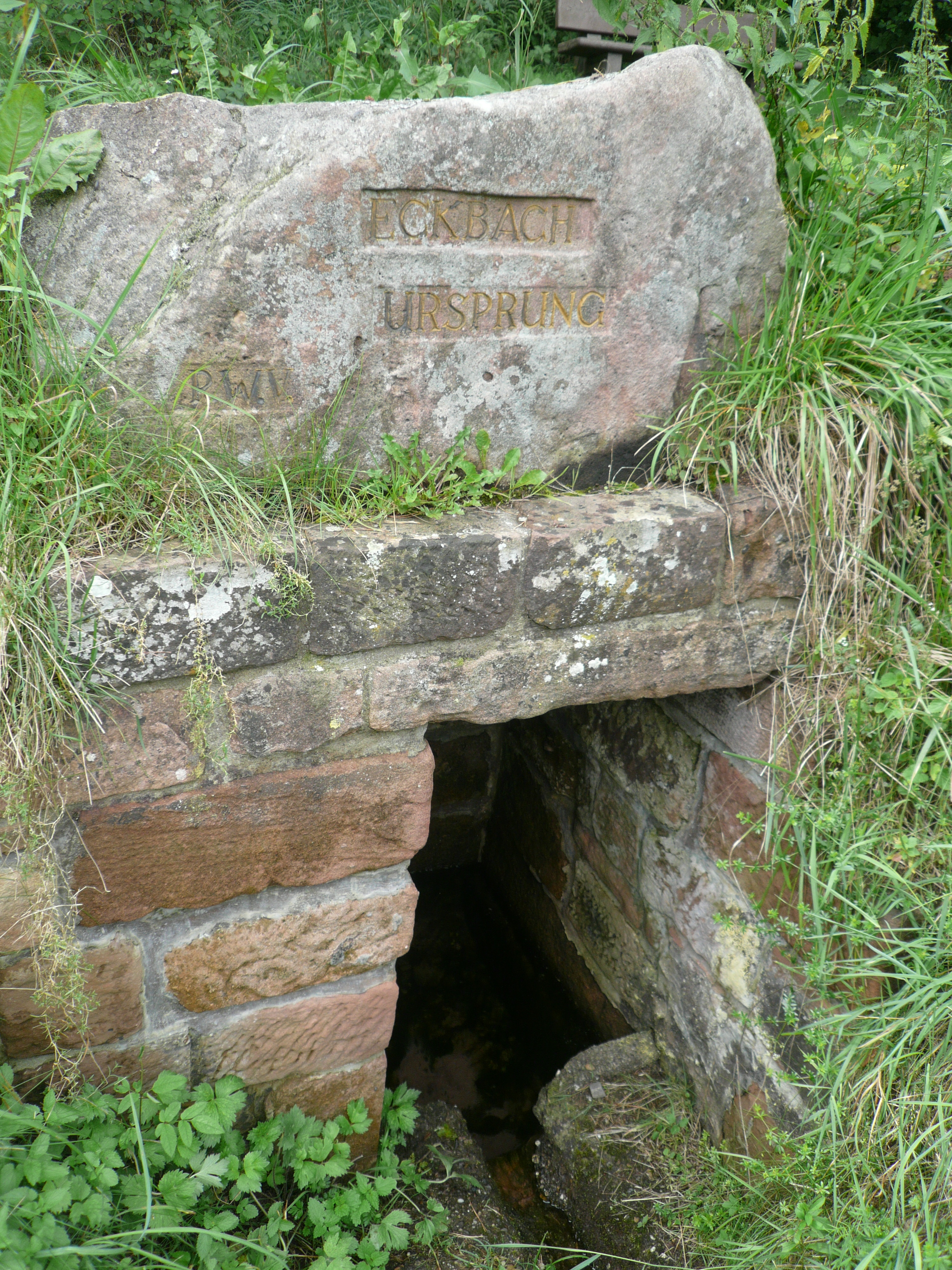
Eckbachquelle mit dem Ritterstein 286 (Inschrift „Eckbach-Ursprung“)

Der Eckbach hat seinen Ursprung in Carlsberg im nördlichen Pfälzerwald. Seine beiden Quellen liegen nahe beieinander südöstlich der Autobahn 6 (Saarbrücken–Mannheim) im Gemarkungsteil Kleinfrankreich des Carlsberger Ortsteils Hertlingshausen. Auf 311 m Höhe entspringt der längere erste Strang (⊙), den die Wasserwirtschaftsverwaltung Rheinland-Pfalz (WW) als Hauptquellbach ansieht. Nach 250 m vereinigt er sich mit dem von rechts kommenden und nur 60 m messenden zweiten Strang. Dessen Quelle (⊙) auf 307 m Höhe wurde Anfang des 20. Jahrhunderts durch den Pfälzerwald-Verein (PWV) als „Eckbach-Ursprung“ festgelegt, in Sandstein gefasst und mit dem Ritterstein 286 markiert. In niederschlagsarmen Perioden fallen die beiden Quellen öfter trocken.
Anfangs fließt der Bach in östlicher Richtung durch Hertlingshausen, wo von rechts nacheinander der Bach aus dem Frauental (⊙), der Bach aus dem Kirchheimer Tal (⊙) und der Bach vom Schlüsselstein (⊙) münden, dann nordostwärts durch Altleiningen. Dort bezieht der Eckbach aus dem 20-Röhren-Brunnen den Großteil seiner Wasserführung; der etwa 90 m lange Ablauf des Brunnens (⊙) erreicht ihn von links. Am nordöstlichen Ortsausgang von Altleiningen münden zunächst von links der Rothbach (⊙) und dann von rechts der Höninger Bach (⊙).
Nach der Mündung des Bachs im Spechttal (⊙) von rechts ist links des Eckbachs der Maihofweiher (⊙) aufgestaut, der etwa 150 m lang und 50 m breit ist. 3 km unterhalb wurde im Mittelalter bei Neuleiningen-Tal der schmale, aber mehr als 600 m lange Eckbachweiher (⊙) als Wasserspeicher für zwei Mühlen angelegt, von denen die untere, die Felsenmühle (⊙), noch als Ausflugslokal und Gästehaus existiert. Anschließend durchbricht der Bach zwischen den oben bei ihren gleichnamigen Burgen gelegenen Dörfern Neuleiningen im Norden und Battenberg im Süden den Leininger Sporn, den Nordostrand des Pfälzerwalds (⊙), und wendet sich für 6 km in östliche Richtung. Dabei erreicht er in Kleinkarlbach, wo von rechts der Krumbach (⊙) mündet, das mit Reben bestandene Hügelland beidseits der Deutschen Weinstraße.
Vor Kirchheim an der Weinstraße unterquert der Eckbach die in Nord-Süd-Richtung verlaufende Bundesstraße 271 (⊙), dann innerhalb der Wohnbebauung die Weinstraße Nord (⊙). 200 m unterhalb nimmt er von links den Seebergraben auf (⊙), der früher als Schlossbach den Graben eines kleinen Wasserschlosses füllte. Anschließend passiert er Bissersheim, wo drei Mühlen betrieben wurden; zentral im Ort liegt die Haidmühle (⊙). In Großkarlbach wurden einst linke Ableitungen des Eckbachs geschaffen, um die gleichmäßige Wasserversorgung der örtlichen Mühlen zu gewährleisten. Entlang der nach diesen „Kändeln“ bzw. Rinnen benannten Kändelgasse ist der Bach eine Strecke weit mit einem fünf bis sechs Meter breiten Sandsteingewölbe überbaut, das als Bürgersteig dient und über das Grundstückseinfahrten führen. Am nordöstlichen Ende der Kändelgasse steht die restaurierte Dorfmühle (⊙), die als Mühlenmuseum Leiningerland eingerichtet ist. Unterhalb von Großkarlbach kreuzt der Eckbach in nordöstlicher Richtung die Autobahn 6 und fließt dann durch Laumersheim, vorbei an der ehemaligen Hornungsmühle (⊙), weiter.
In Dirmstein ändert sich, nachdem der Eckbach die Spormühle (⊙) passiert hat, seine Fließrichtung auf Ost, weil der Bach in den 1920er Jahren, um ihn von der Dorfmitte fernzuhalten, auf Dauer nach rechts in den vormaligen Graben der Ortsbefestigung abgeleitet wurde; das Wehr, an dem dies bewerkstelligt wurde, ist erhalten, hat allerdings keine Funktion mehr. Am östlichen Rand der Dirmsteiner Wohnbebauung mündet direkt unterhalb der ehemaligen Niedermühle (⊙) von links der Floßbach (⊙), der am Oberlauf auch Landgraben genannt wird und das wasserreichste Nebengewässer des Eckbachs ist. Links bzw. nördlich des Bachs ist die Struktur des Hügellands deutlich ausgeprägt. Dort bildet ein langgestreckter niedriger Höhenrücken, den drei Hügelkuppen kennzeichnen, die Wasserscheide zum Eisbach hin: der Wörschberg (163 m) nördlich der Verbindungsstraße Obersülzen–Dirmstein, der Schneckenberg (143 m) zwischen Dirmstein und Offstein sowie der Stahlberg (134 m) zwischen Dirmstein und dem Wormser Ortsteil Heppenheim.

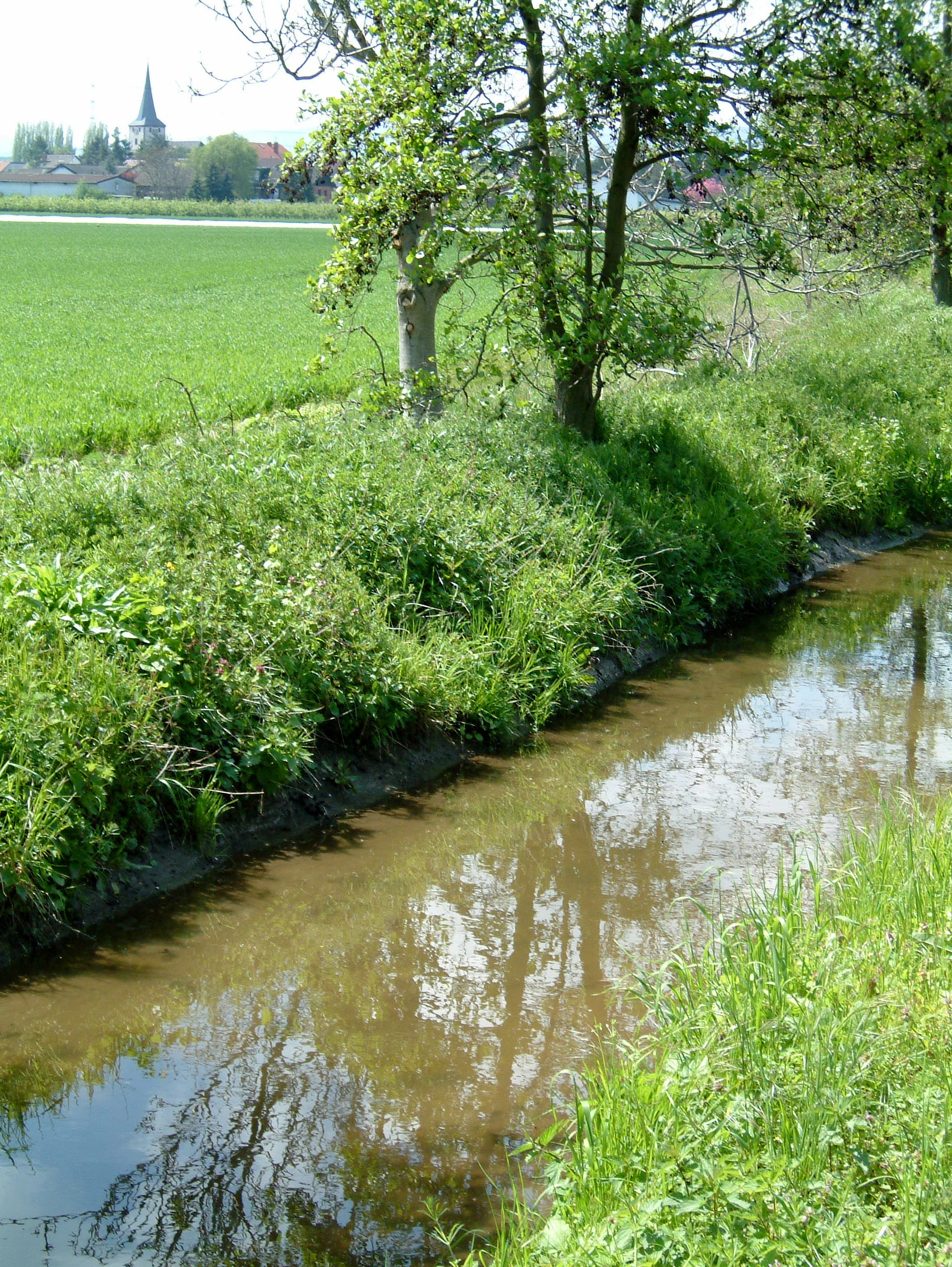
Eckbach zwischen Laumersheim (hinten) und Dirmstein
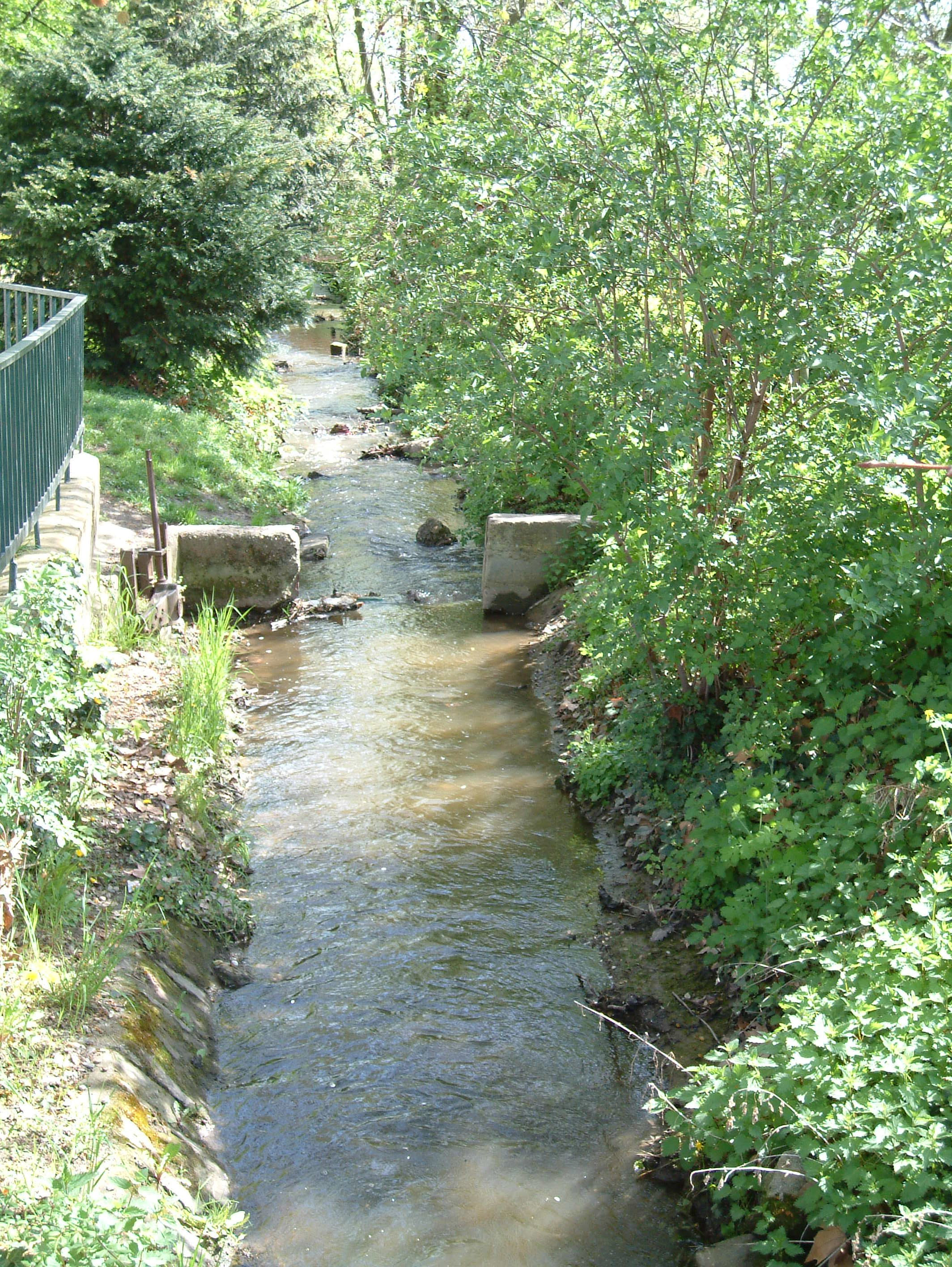
Eckbach mit Wehr in Dirmstein

Die Gegend rechts bzw. südlich des Eckbachs ist flacher und war im Bereich Großkarlbach–Laumersheim–Dirmstein–Gerolsheim vormals eine sumpfige Niederung, die als Weideland Verwendung fand. Südlich davon liegt die Wasserscheide zum parallel fließenden Bach aus dem Magsamental, der bei einer Länge von 10,2 km ein Einzugsgebiet von 19,3 km² aufweist und in Gerolsheim von rechts in den rechten Eckbach-Abzweig Altbach mündet. Noch weiter südlich verläuft die Wasserscheide zum Fuchsbach. Dieser mündete bis zum Ende des 18. Jahrhunderts von links direkt in den Rhein. Danach wurde er zu einem linken Zufluss der damals nach Norden umgeleiteten Isenach, bis in der zweiten Hälfte des 20. Jahrhunderts die Hauptwassermenge des Fuchsbachs in den Schrakelbach und damit zum Eckbach hin abgeleitet wurde. Das Gelände zwischen Laumersheim, Dirmstein, Gerolsheim und Heuchelheim, durch das auch die Autobahn 6 führt, ist noch heute von Bewässerungsgräben durchzogen, die nach rechts aus dem Eckbach abgeleitet sind. In ihn fließt das Wasser nach 6 bis 8 km wieder zurück, teilweise direkt, teilweise erst, nachdem die Gräben sich vorher vereinigt oder im Schrakelbach gesammelt haben: Weihergraben, Altbach, Kühweidegraben, Oberer Altgraben, Bittinggraben und Lerchengraben.
Ab Dirmstein fließt der Eckbach im Westteil der Oberrheinischen Tiefebene. Östlich von Heuchelheim bzw. nördlich des Autobahnkreuzes Frankenthal ist er von der Autobahn 61 (⊙) überbrückt. Nördlich von Beindersheim knickt er deutlich nach Nordnordost ab; dort mündet von rechts der Schrakelbach (⊙).
Im weiteren Verlauf passiert der Eckbach die Dörfer Großniedesheim und Kleinniedesheim auf der Ostseite. Kurz vor der Unterquerung der Landesstraße 457, die Kleinniedesheim mit Bobenheim verbindet, dem nördlichen Gemeindeteil von Bobenheim-Roxheim, fließt ihm von rechts der Hollergraben (⊙) zu. Überwiegend nordostwärts gerichtet durchquert der Bach nun das nördliche Siedlungsgebiet von Bobenheim (⊙). Danach steuert er, auf etwa 1 km umgeleitet und in Dammlage kanalisiert, als Neugraben nach Norden. Südöstlich des Flugplatzes Worms biegt er an der Grenze der rheinhessischen Stadt Worms (⊙) nach Osten ab und fließt als Leininger Graben am Südrand des Naturschutzgebiets Wormser Ried entlang.

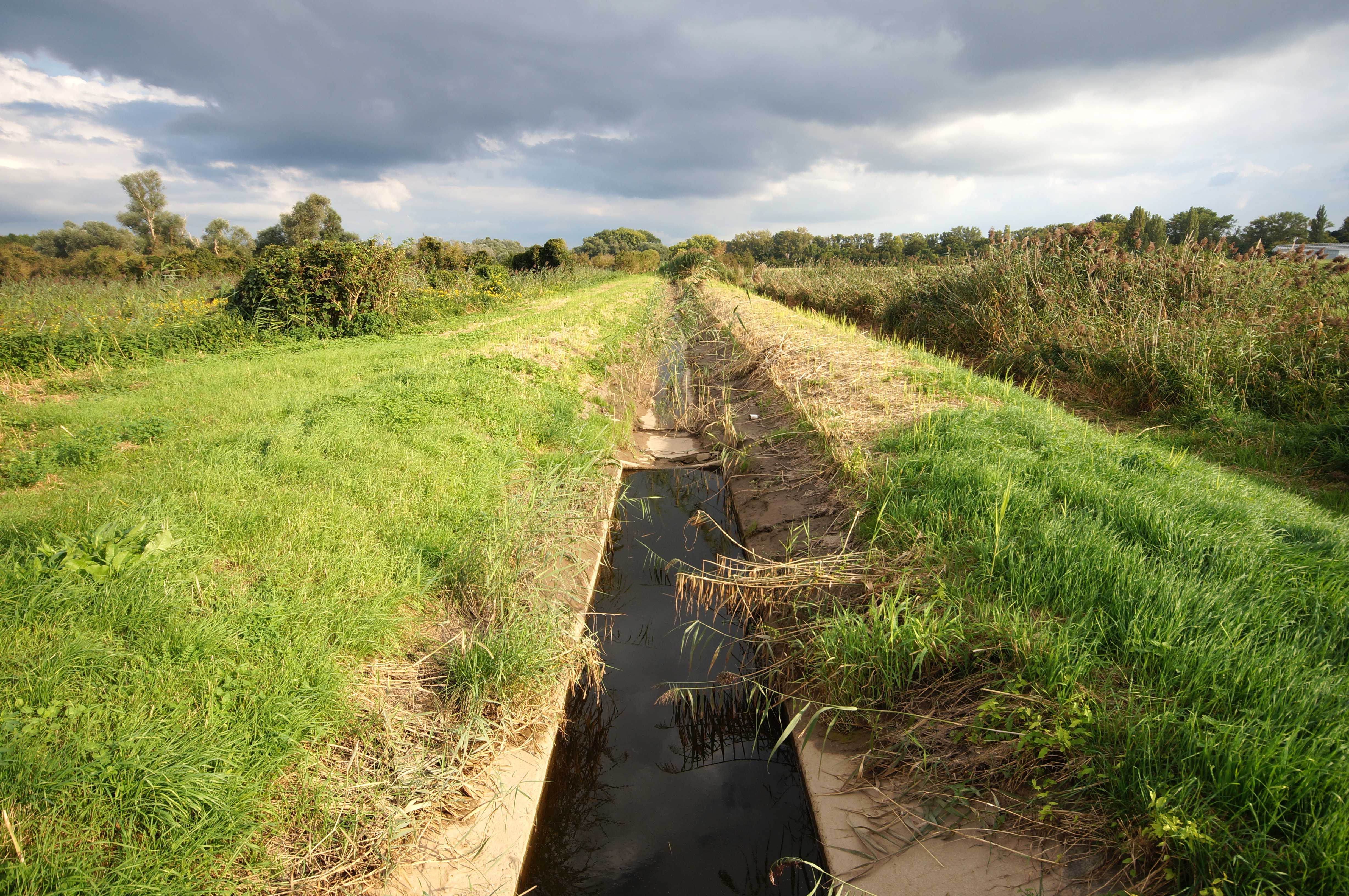
Linker Zufluss Karl-Marx-Graben in Worms
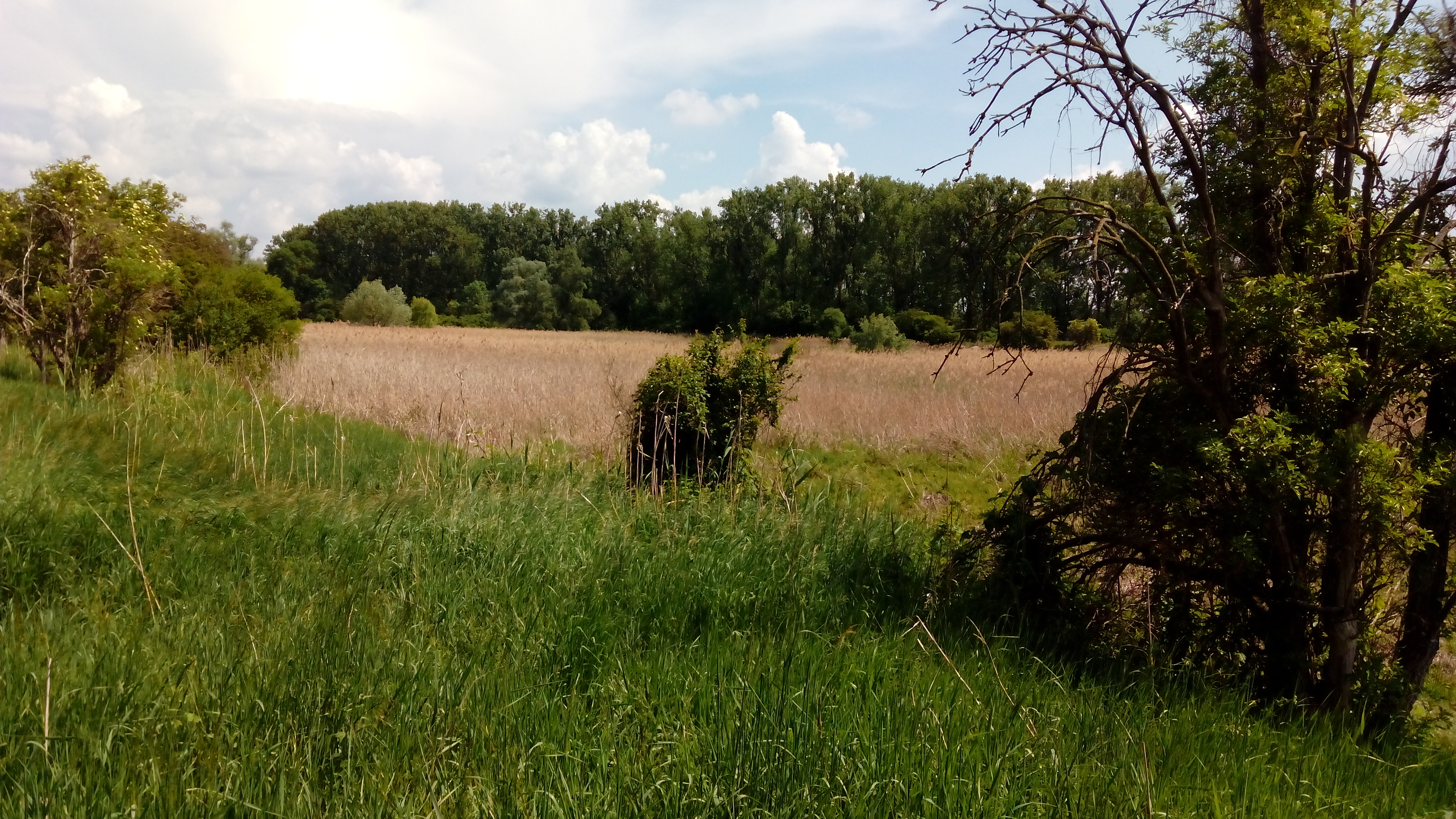
Wormser Ried am unteren Eckbach

Direkt vor der Unterquerung der Bundesstraße 9 wechselt der Eckbach gänzlich auf Wormser Gemarkung und nimmt von links den Karl-Marx-Graben (⊙) auf. Nachdem er die Bürgerweide Worms südlich passiert hat, wo sich mehrere hundert Meter weit entlang des linken Gewässerufers eine alte Mülldeponie erstreckt, durchbricht er den gegen Hochwasser errichteten Rheindamm und mündet (⊙) 200 m dahinter auf 86 m Höhe von links in den Oberrhein.
Der Höhenunterschied von 225 m zwischen Quelle und Mündung bewirkt, bezogen auf die Gewässerlänge von 39,5 km, ein mittleres Sohlgefälle von 5,7 ‰.

### Zuflüsse
Folgende Aufstellung enthält – von der Quelle abwärts – alle Zuflüsse des Eckbachs, die mit Gewässerkennzahl (GKZ) erfasst sind:
| Name                         | Seite  | Länge [km] | EZG [km²] | Mündung auf Eckbach-km | Mündungsort                    | GKZ        |
| ---------------------------- | ------ | ---------- | --------- | ---------------------- | ------------------------------ | ---------- |
| Bach aus dem Frauental       | rechts | 1,53       | 2,56      | 01,69                  | Hertlingshausen                | 23916-12   |
| Bach aus dem Kirchheimer Tal | rechts | 2,12       | 2,08      | 02,87                  | unterhalb von Hertlingshausen  | 23916-14   |
| Bach vom Schlüsselstein      | rechts | 0,94       | 1,37      | 03,26                  | unterhalb von Hertlingshausen  | 23916-16   |
| Rothbach                     | links  | 9,85       | 19,300    | 06,78                  | Altleiningen                   | 23916-2    |
| Höninger Bach                | rechts | 5,85       | 12,830    | 07,54                  | unterhalb von Altleiningen     | 23916-4    |
| Bach im Spechttal            | rechts | 0,38       | 0,55      | 08,11                  | unterhalb von Altleiningen     | 23916-5112 |
| Krumbach                     | rechts | 6,84       | 7,06      | 14,19                  | Kleinkarlbach                  | 23916-52   |
| Seebergraben (Schlossbach)   | links  | 0,78       | 2,33      | 15,91                  | Kirchheim                      | 23916-5912 |
| Floßbach                     | links  | 8,10       | 18,760    | 23,52                  | am Ostrand von Dirmstein       | 23916-6    |
| Schrakelbach                 | rechts | 6,93       | 70,940    | 28,02                  | nördlich von Beindersheim      | 23916-8    |
| Hollergraben (Hollersgraben) | rechts | 2,37       | 1,88      | 30,69                  | südöstlich von Kleinniedesheim | 23916-9112 |
| Karl-Marx-Graben             | links  | 3,52       | 15,350    | 38,73                  | zwischen Bobenheim und Worms   | 23916-96   |

## Natur
In Altleiningen stehen entlang des Eckbachs als Naturdenkmale Acht Rosskastanien und sieben Linden.
In der Eckbachaue bei Großkarlbach nisten regelmäßig Nachtigallen.
In den Jahren 2004 und 2007 alarmierte der Umweltverein Alte Sandkaut Dirmstein die für den Gewässerschutz zuständigen Behörden, weil in den Eckbach oberhalb von Dirmstein umweltgefährliche Stoffe eingebracht worden waren – 2007 verbunden mit einer intensiven Blaufärbung des Wassers –, die vorübergehend nahezu alles Leben im Bach vernichtet hatten. In beiden Fällen trieben massenhaft tote Fische im Wasser. Wer die zweimalige Schadstoffeinleitung vorgenommen hatte, konnte niemals geklärt werden.
Zunehmende Verbrachung des Eckbach-Umfelds und Maßnahmen der Renaturierung ermöglichten die Rückkehr oder das Neuvorkommen seltener Pflanzen- und Tierarten. Im Frühwinter 2012 wurden zum ersten Mal Silberreiher, die in Europa eigentlich weiter südlich und östlich beheimatet sind, am Eckbach bei Dirmstein beobachtet.
2014 wurden am Bachabschnitt zwischen Laumersheim und Dirmstein erstmals Nutrias (Myocastor coypus) nachgewiesen. Der europäische Bestand dieser aus Südamerika stammenden Nagetiere ist auf Individuen zurückzuführen, die vor Zeiten aus Pelztierfarmen entwichen sind oder bewusst ausgewildert wurden. Nutrias sind nach dem Biber die zweitgrößten in Europa vorkommenden Nager und können bis 10 kg Gewicht erreichen. Im Gegensatz zum Biber errichten sie keine Dämme, sondern graben ihre Bauten vorzugsweise in Uferhänge von Wasserläufen. Der Umweltverein Alte Sandkaut registrierte 2015 ein männliches Tier sowie ein Muttertier mit sechs Jungen. Die beiden Bauten lagen oberhalb der Wohnbebauung von Dirmstein, der des Männchens etwas mehr bachaufwärts zu Laumersheim hin.
2015 wurden an und in demselben Eckbachbereich verschiedene Libellenarten, Stein-, Köcher- und Eintagsfliegen, Strudelwürmer, Schlammröhrenwürmer, diverse Egelarten sowie Schlammschnecken und sogar die Bachmuschel festgestellt, die hier als ausgestorben galt.

## Sehenswürdigkeiten
Eckbach-Mühlenwanderweg
Am Eckbach entlang führt seit 1997 der vom Kleinkarlbacher Mühlenforscher Wolfgang Niederhöfer (1932–2017) initiierte Eckbach-Mühlenwanderweg. Er verlief zunächst nur durch die sieben Dörfer, die zur damaligen Verbandsgemeinde Grünstadt-Land gehörten. Später wurde er um zwei weitere Ortschaften bis zur Eckbachquelle bei Hertlingshausen – damals Verbandsgemeinde Hettenleidelheim – auf insgesamt 23 km verlängert. Alle neun Anliegergemeinden des Mühlenwanderwegs gehören seit 2018 zur Verbandsgemeinde Leiningerland.
Burgen
Über dem Eckbachtal liegen auf den Höhen des Pfälzerwalds und seiner Ausläufer die Burgen Altleiningen, Neuleiningen und Battenberg. Auf der Burg Altleiningen finden seit 1980 während der Sommermonate Theateraufführungen der Burgspiele Altleiningen statt.
20-Röhren-Brunnen
Der 20-Röhren-Brunnen in Altleiningen wird aus einem Stollen am linken Eckbachhang gespeist, der um das Jahr 1600 zur Wasserversorgung der oberhalb gelegenen Burg tief in den Fels getrieben wurde. Von diesem Brunnen bezieht der Eckbach heute den größten Teil seiner Wasserführung.
Eckbachweiher
Der Eckbach ist im Bereich von Neuleiningen-Tal zum Eckbachweiher aufgestaut. Bis hinunter nach Dirmstein wurden in der Vergangenheit 35 Wassermühlen betrieben, von denen 23 noch mehr oder minder erhalten und teilweise restauriert sind.
Historischer Waschplatz
Im Hanggelände südlich des Eckbachs befindet sich westlich der Wohnbebauung von Neuleiningen-Tal der Waschplatz von Neuleiningen aus dem 19. Jahrhundert, eine der wenigen erhaltenen Anlagen dieser Art. Er ist überspannt von einer Stahlbrücke der alten Bahnstrecke.

Am oberen Eckbach
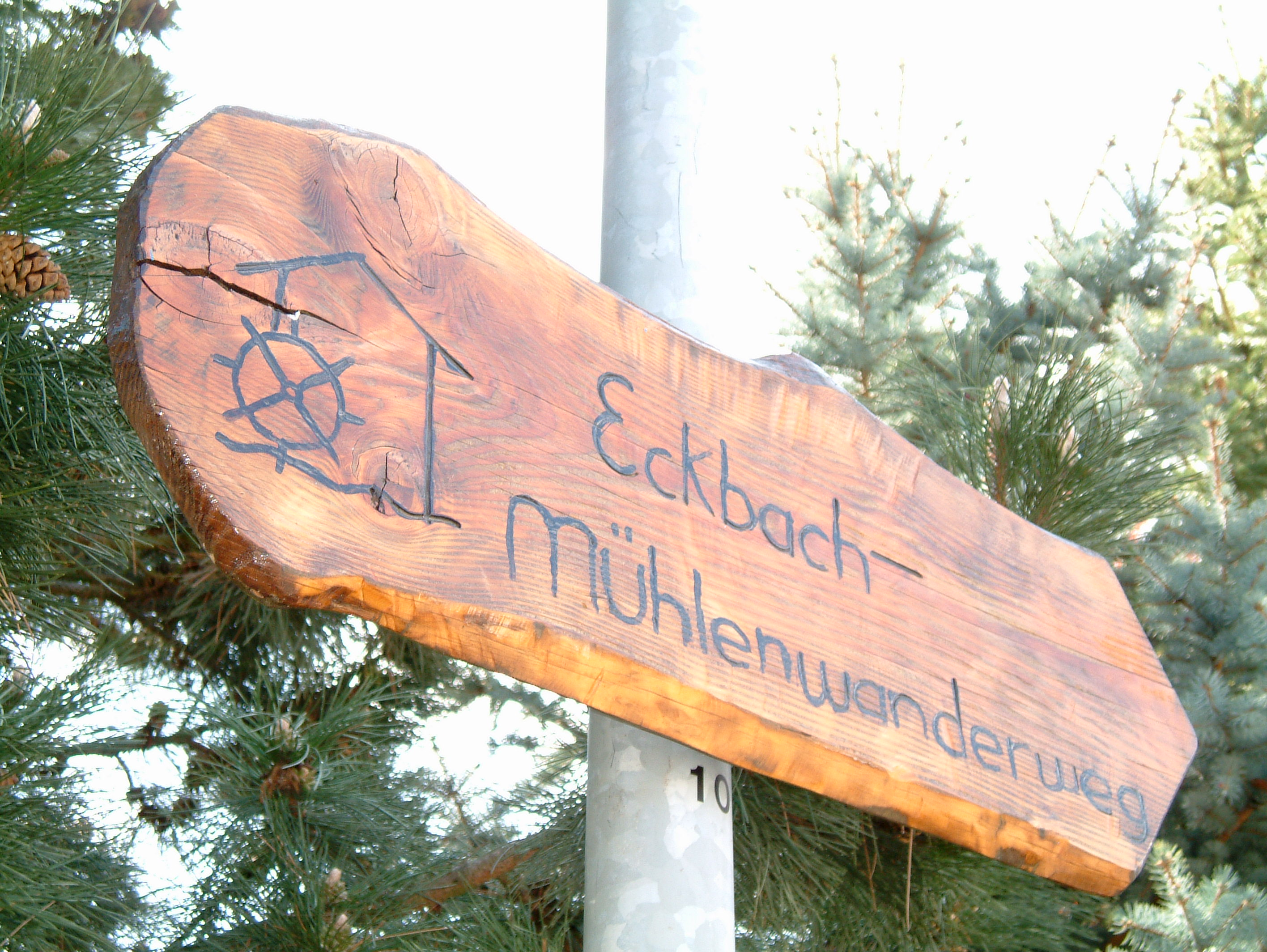
Markierung des Mühlenwanderwegs
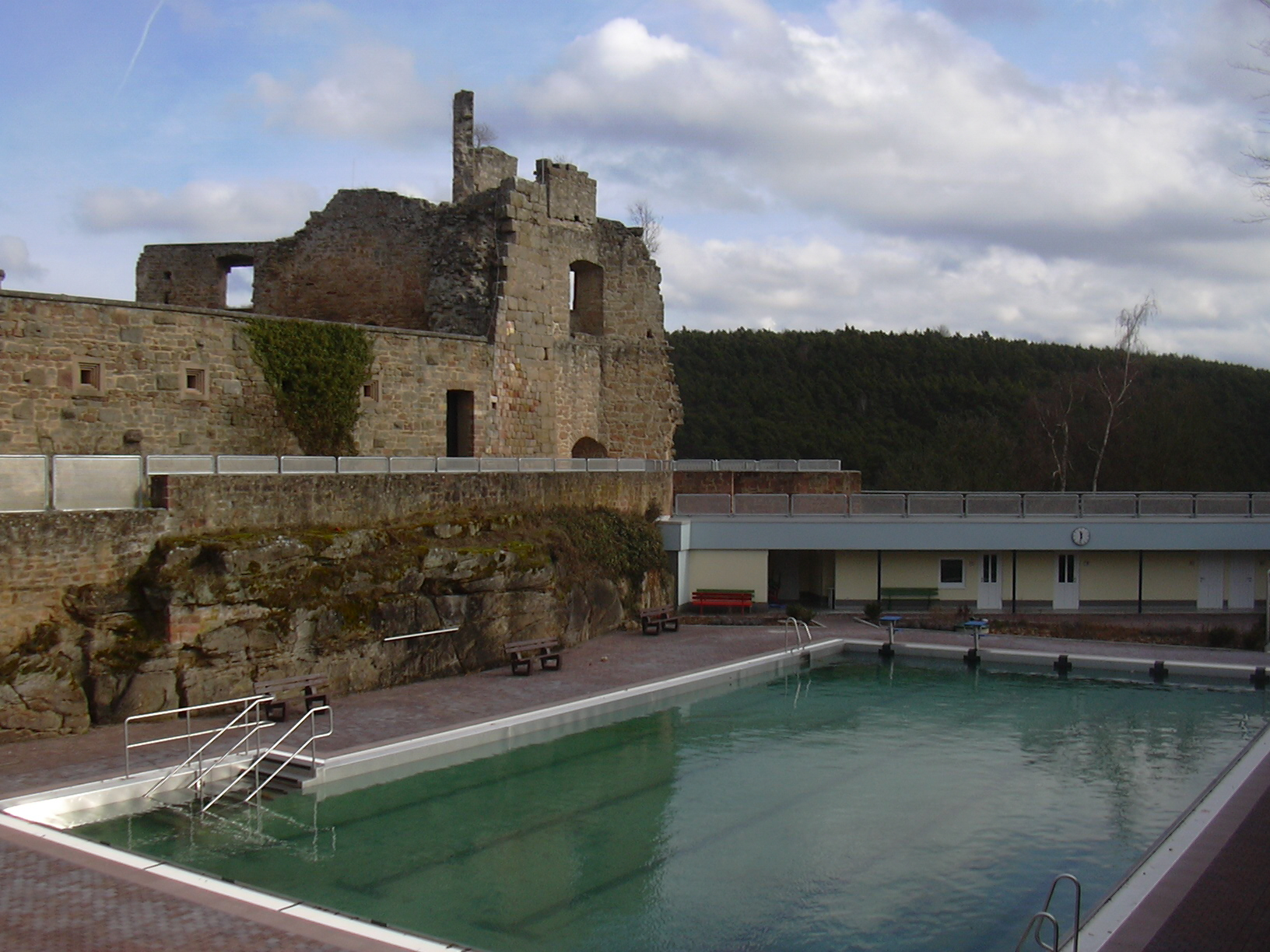
Burg Altleiningen mit Schwimmbad im Burggraben…
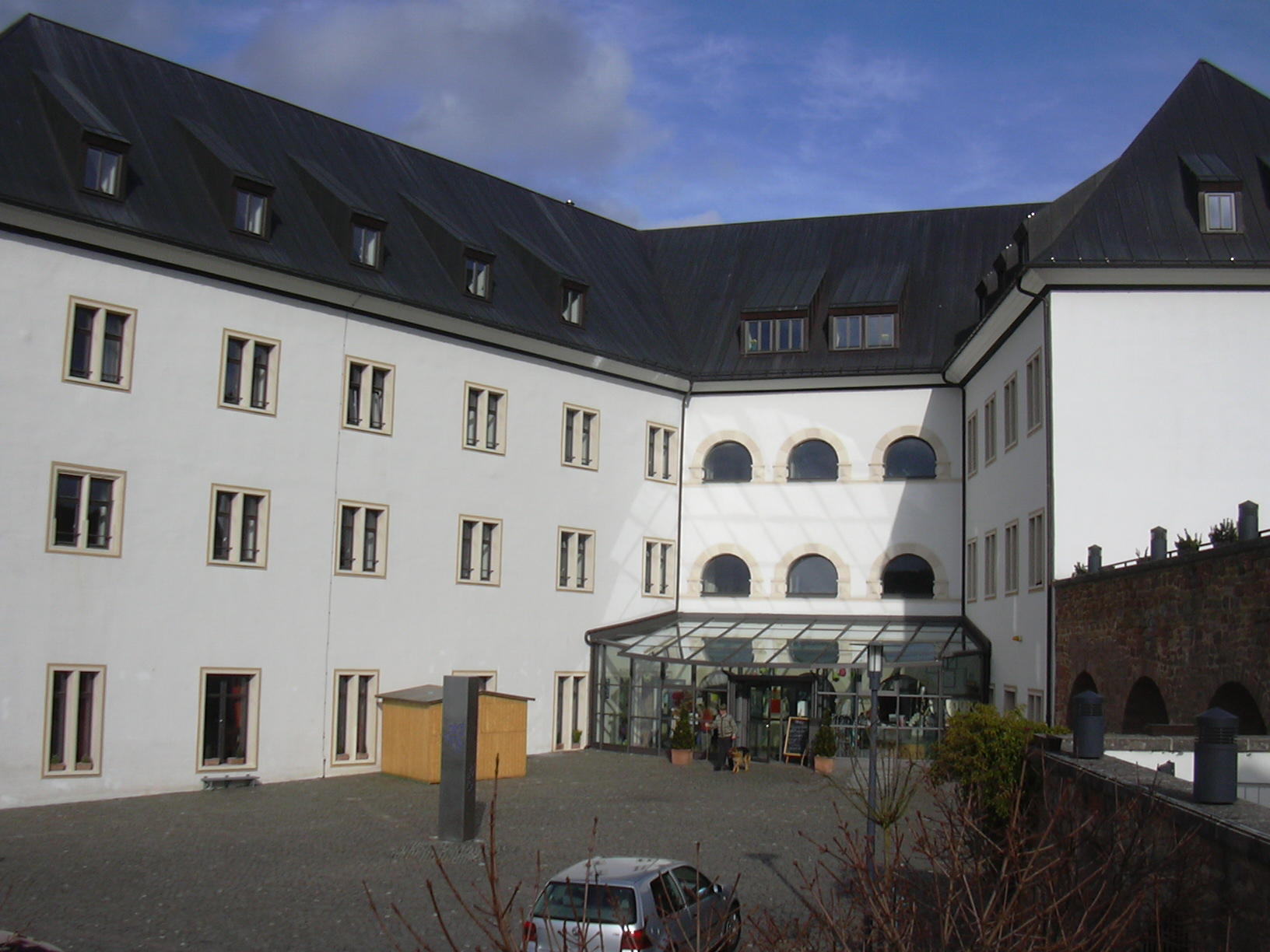
…und Jugendherberge
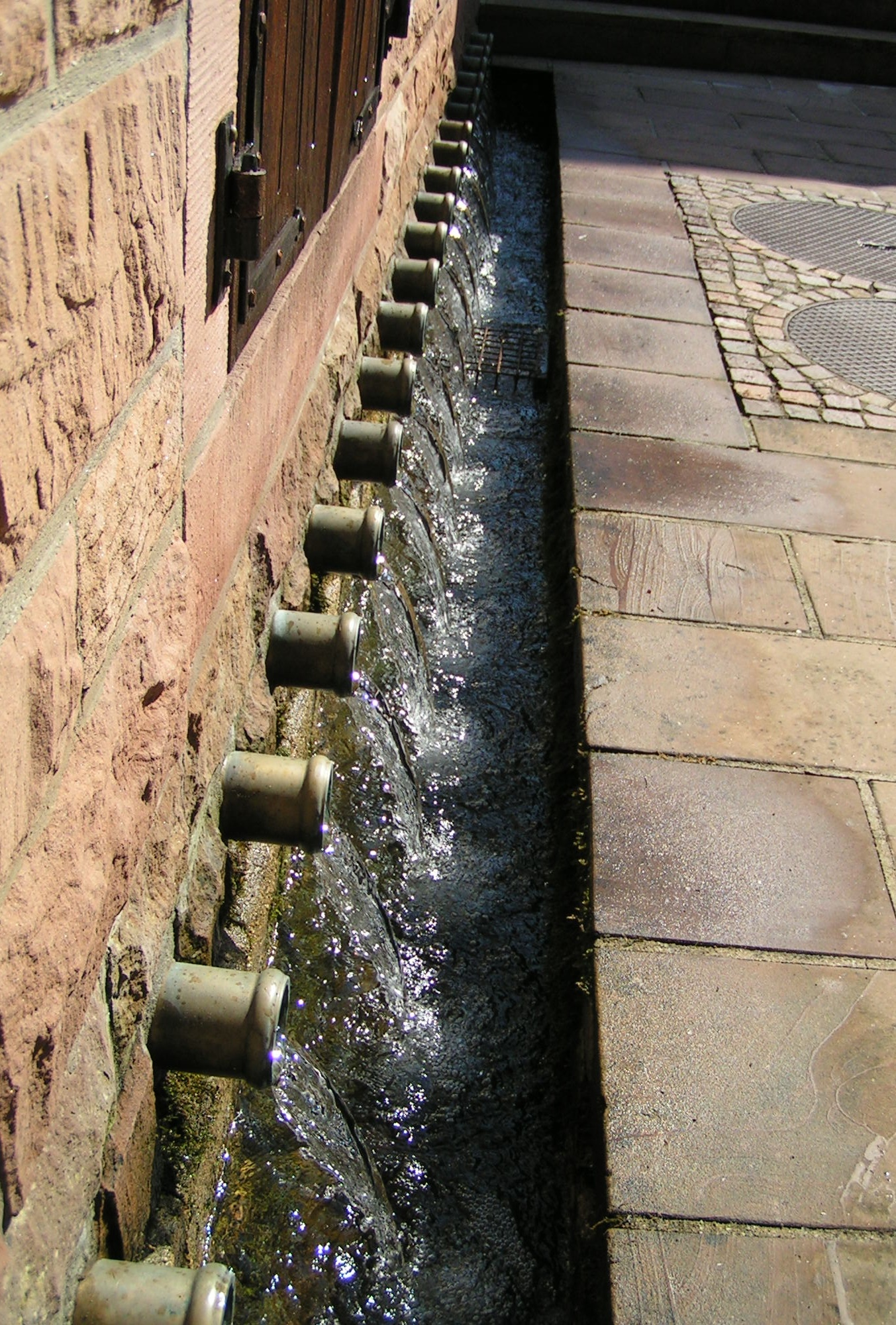
20-Röhren-Brunnen, Altleiningen
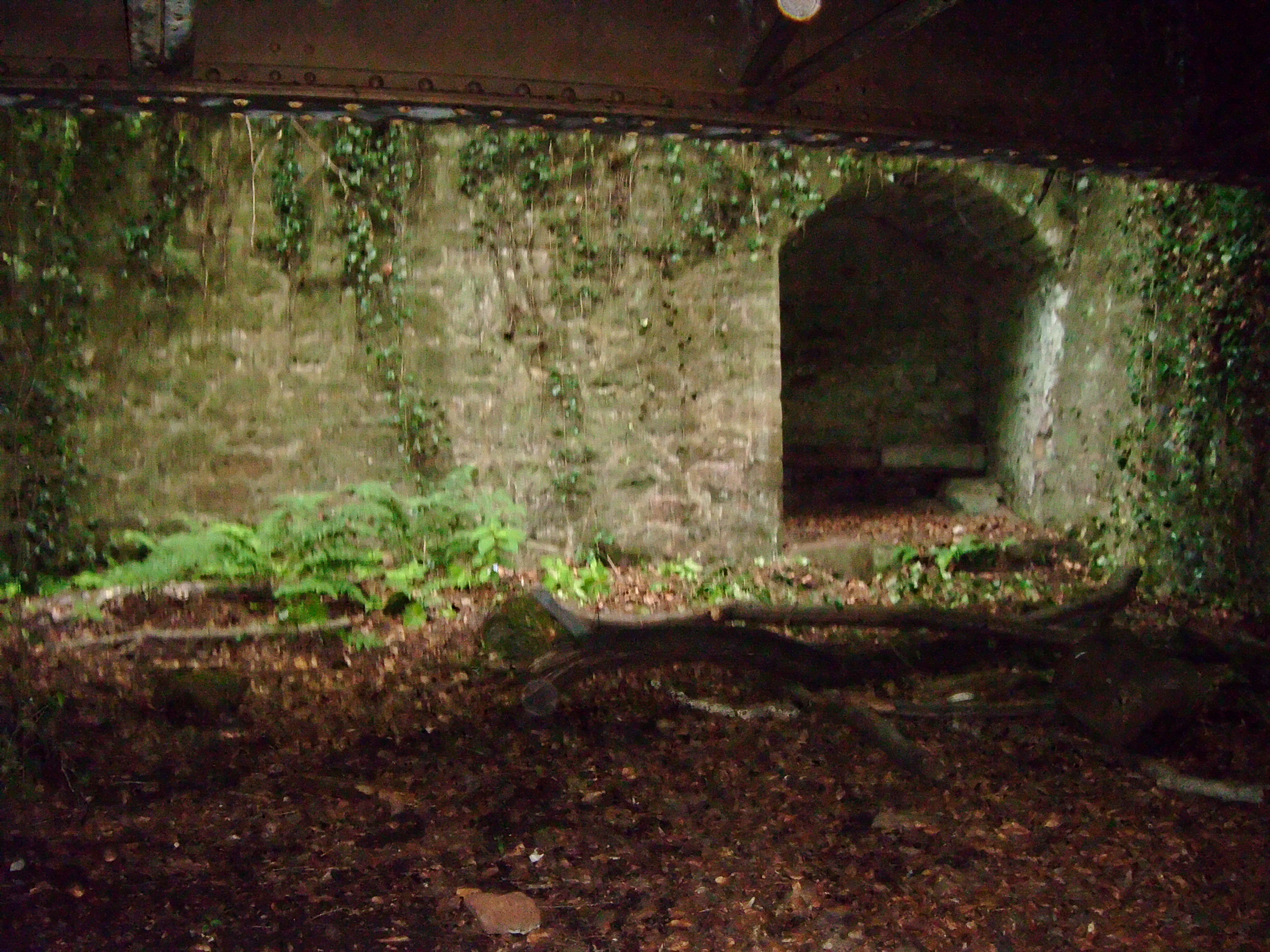
Historischer Waschplatz, Neuleiningen-Tal
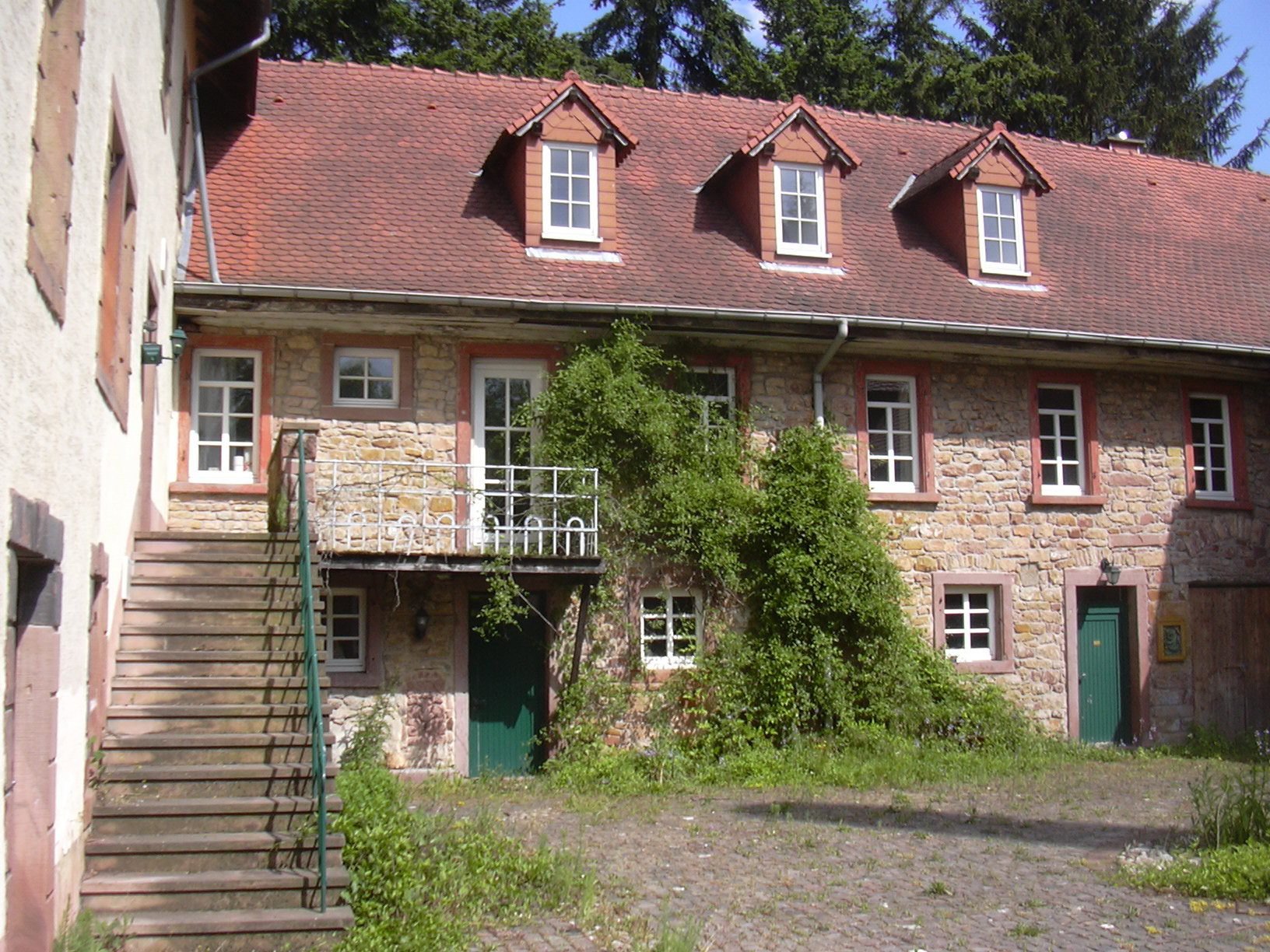
Felsenmühle, Neuleiningen-Tal

Blitzröhren
Die an der Zufahrtsstraße nach Battenberg gelegenen Blitzröhren sind ein Naturdenkmal. Ihren Namen verdanken sie einem wissenschaftlichen Irrtum.
Bahnstrecke Grünstadt–Altleiningen
Zwischen Kleinkarlbach und Altleiningen verlief früher parallel zum Eckbach ein etwa 6 km langer Abschnitt der Bahnstrecke Grünstadt–Altleiningen, auf der Personen und Güter transportiert wurden.

Am Eckbach abwärts
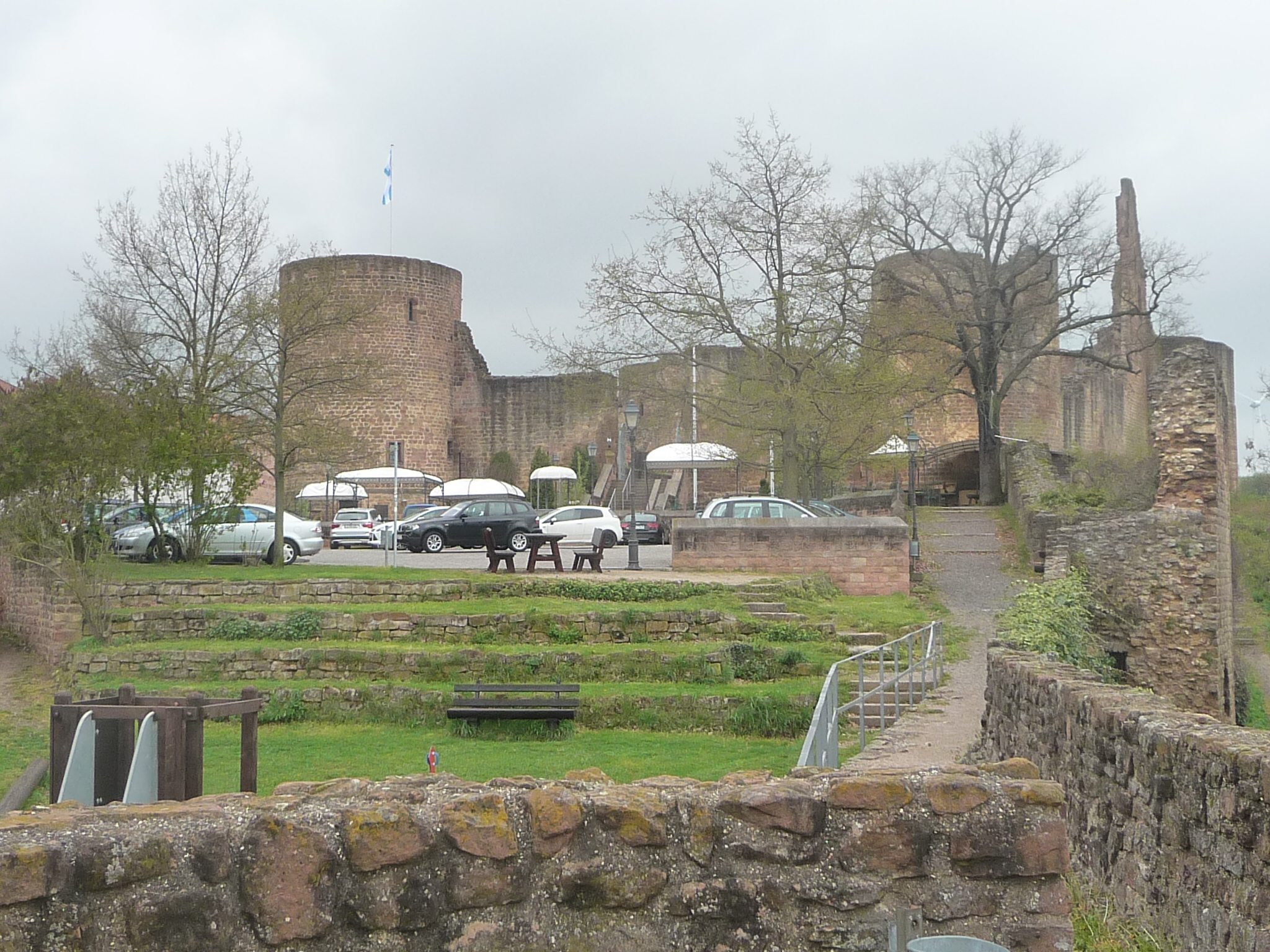
Burg Neuleiningen
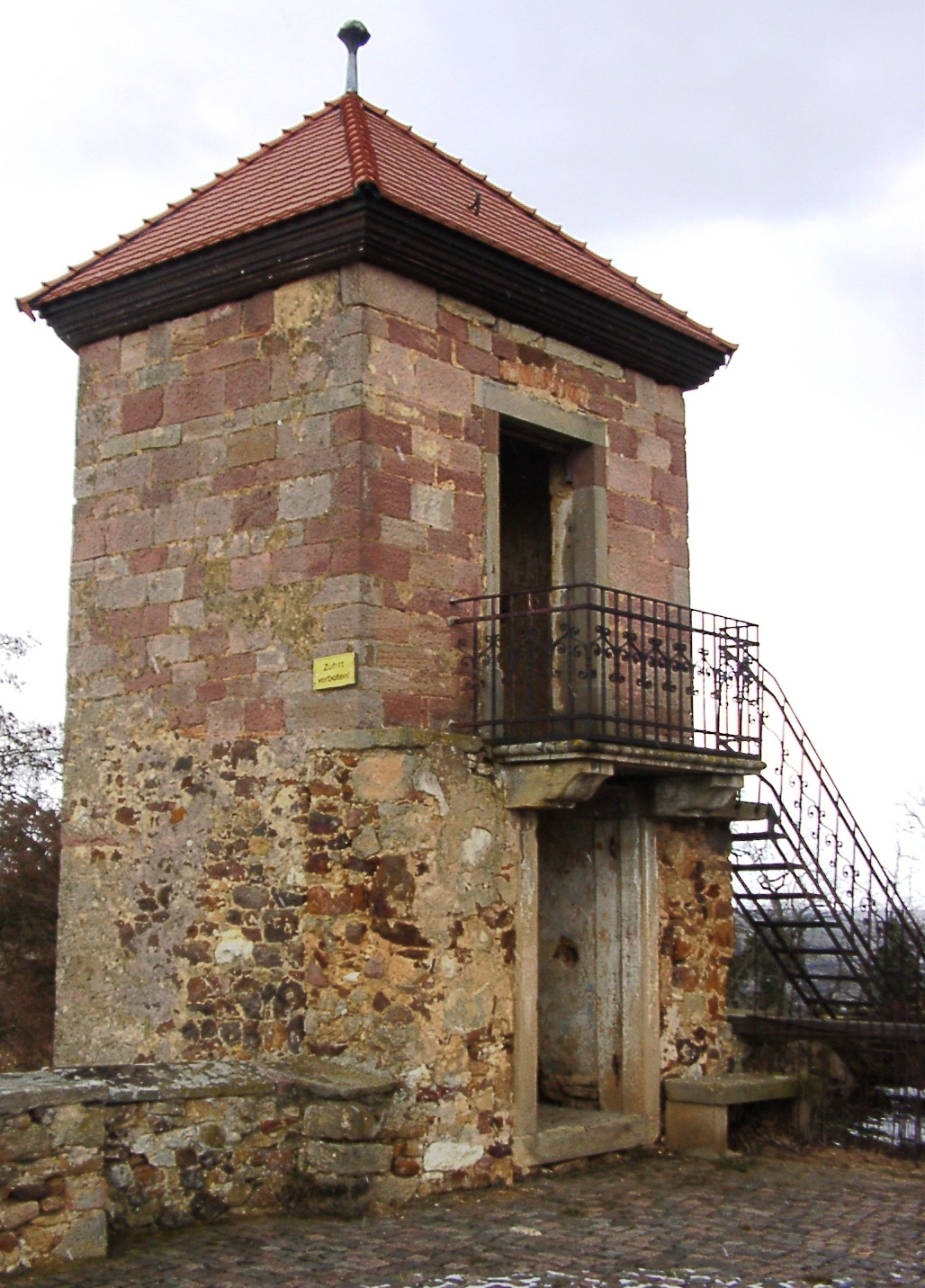
Burg Battenberg
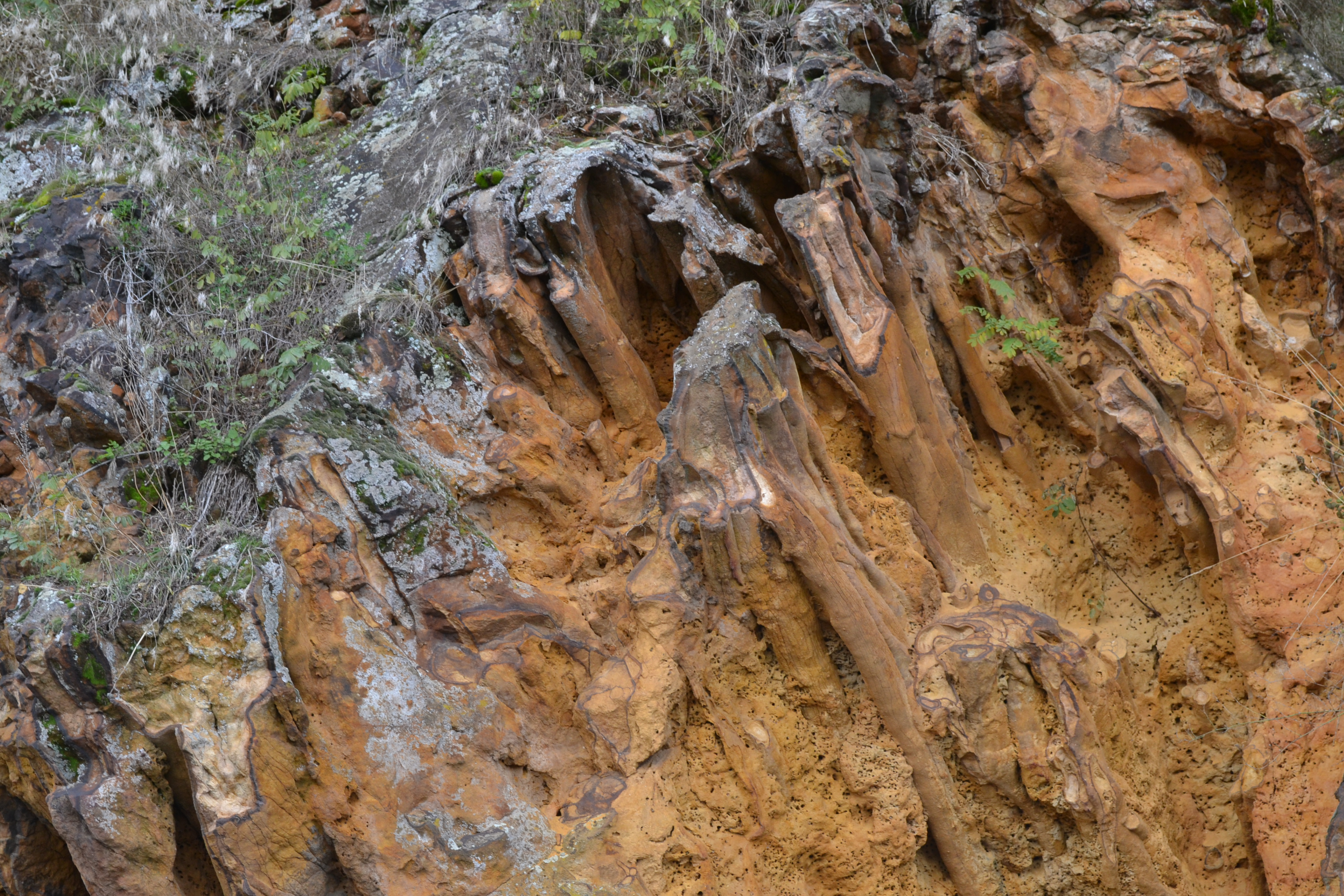
Blitzröhren bei Battenberg
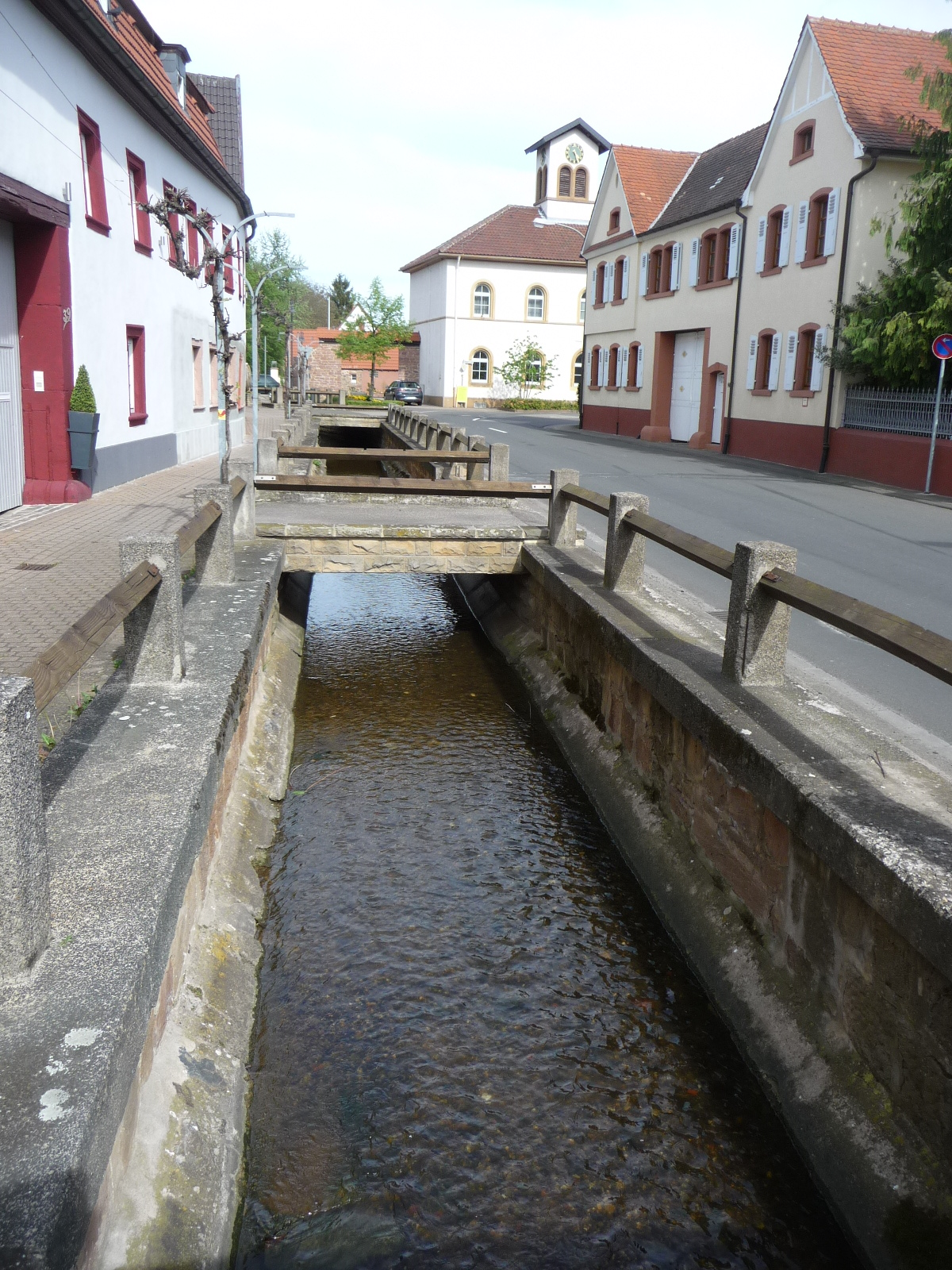
Kanalisierter Eckbach in Kleinkarlbach
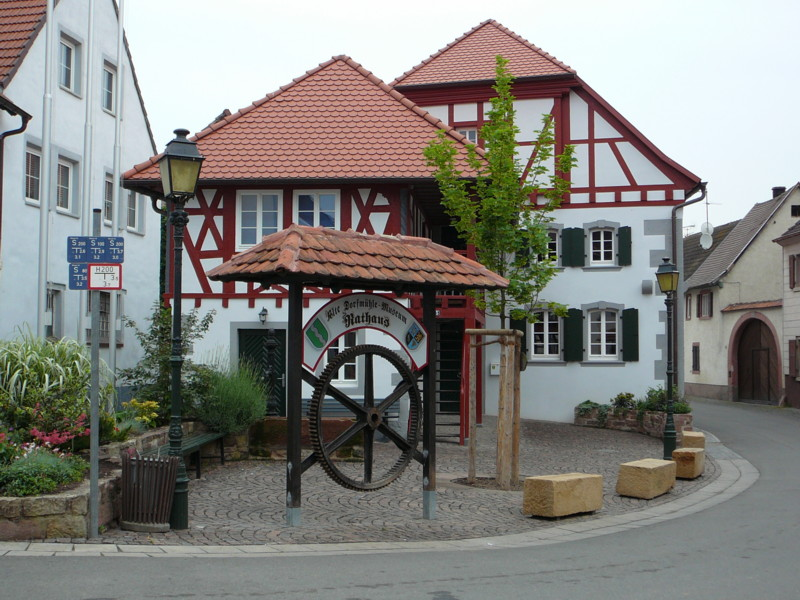
Dorfmühle mit Mühlenmuseum in Großkarlbach
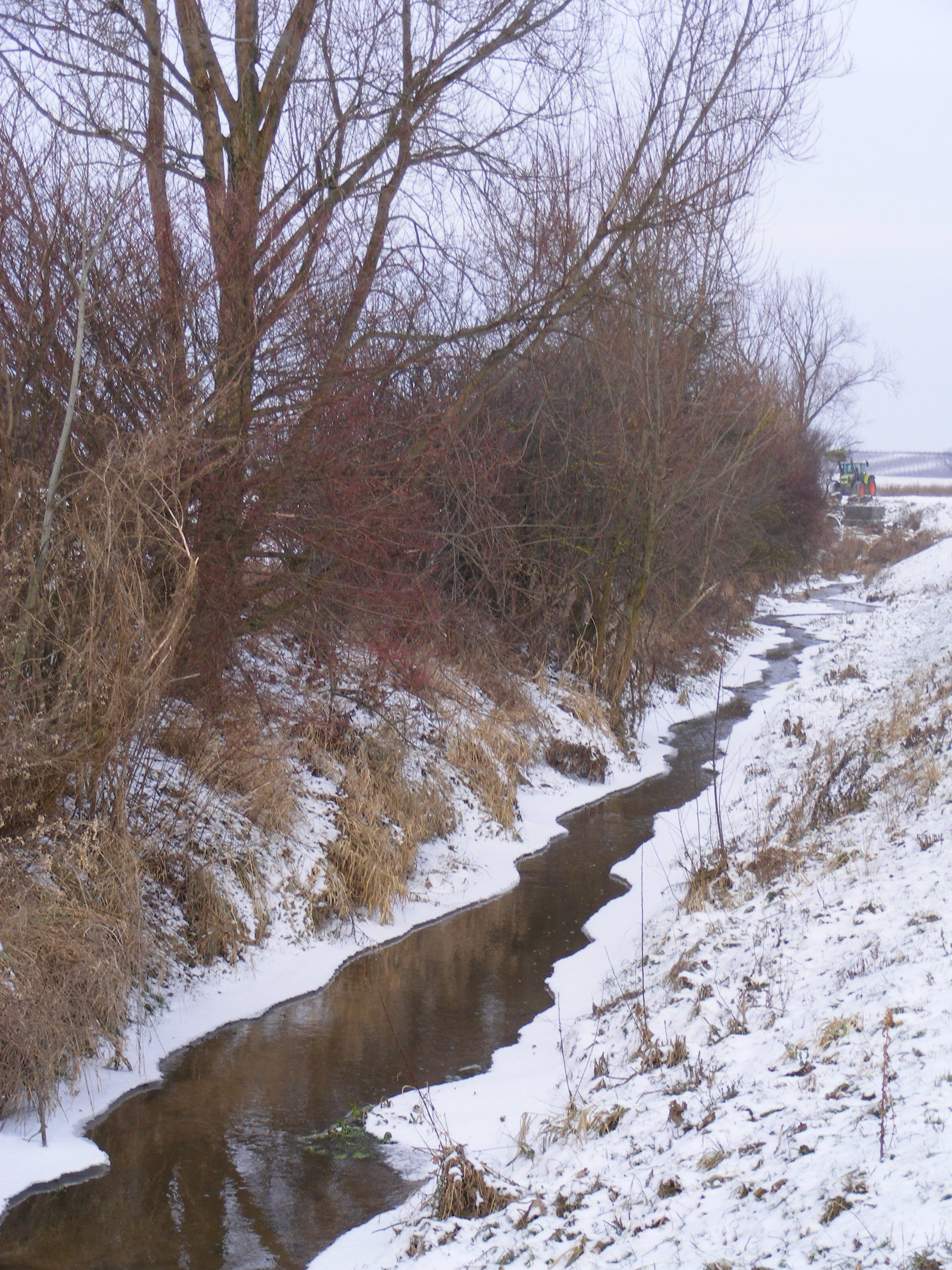
Floßbach kurz vor der Mündung in den Eckbach
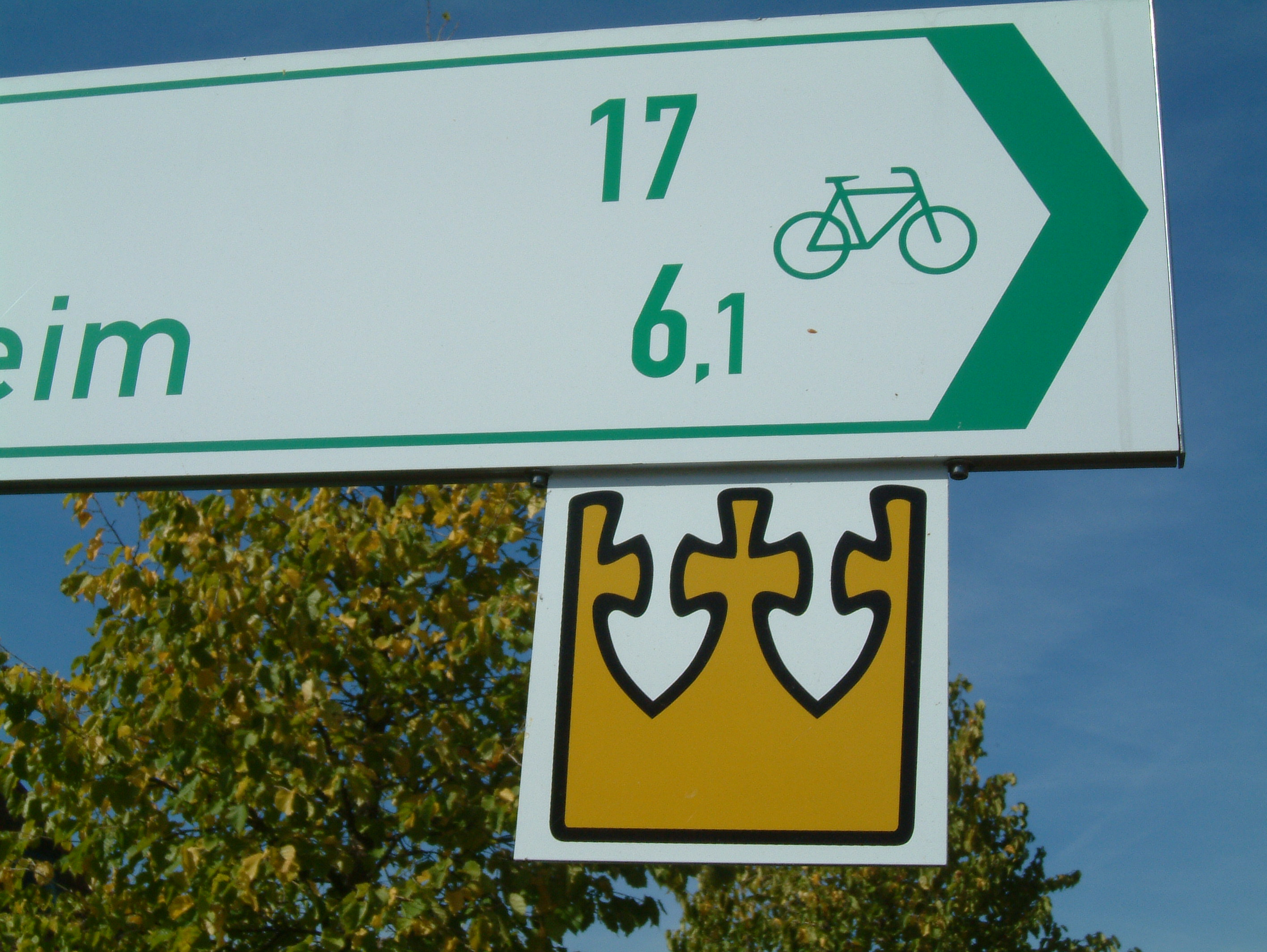
Markierung des Salier-Radwegs in Dirmstein

Mühlen
2007 wurde in der restaurierten Großkarlbacher Dorfmühle, die aus dem Mittelalter stammt, das Mühlenmuseum Leiningerland eröffnet. Weitere sehenswerte Mühlen sind u. a. die als Hotel-Restaurant betriebene Felsenmühle in Neuleiningen-Tal sowie in Dirmstein die Spormühle, heute eine Sponsoring- und Eventagentur. Die ehemalige Niedermühle in Dirmstein wurde im 19. Jahrhundert zu einem Hofgut umgebaut.
Laurentiuskirche Dirmstein
Ein Kleinod der Barockbaukunst stellt die Laurentiuskirche in Dirmstein dar, die von 1742 bis 1746 nach Plänen des Kirchenbaumeisters Balthasar Neumann und des örtlichen Bauunternehmers Franz Rothermel errichtet wurde. Der Eckbach, der früher nur 50 m südlich der Kirche durchs Dorf floss, wurde in den 1920er Jahren an den Südrand des Ortes verlegt.
Salier-Radweg
Seit 2007 kreuzt der Salier-Radweg, der eine Reihe von Baudenkmälern aus der Zeit der salischen Herrscherdynastie miteinander verbindet, in Dirmstein den Eckbach-Mühlenwanderweg.
Schlossartige Herrenhäuser
In Dirmstein sind mehrere schlossartige Herrenhäuser ganz oder teilweise erhalten, darunter das Sturmfedersche, das Koeth-Wanscheidsche und das Quadtsche Schloss.
Sanierte Ortskerne
Den Gesamteindruck der meisten Anrainergemeinden, vor allem in Ortskern, Großkarlbach und Dirmstein, bestimmen die sanierten Ortskerne, die teils noch aus dem Mittelalter, überwiegend jedoch aus der Barockzeit stammen. Anfang des 18. Jahrhunderts wurden vielerorts die Brandschäden beseitigt, welche die französischen Truppen zuvor im Pfälzischen Erbfolgekrieg (1688–1697) angerichtet hatten.

Dirmsteiner Kulturdenkmäler
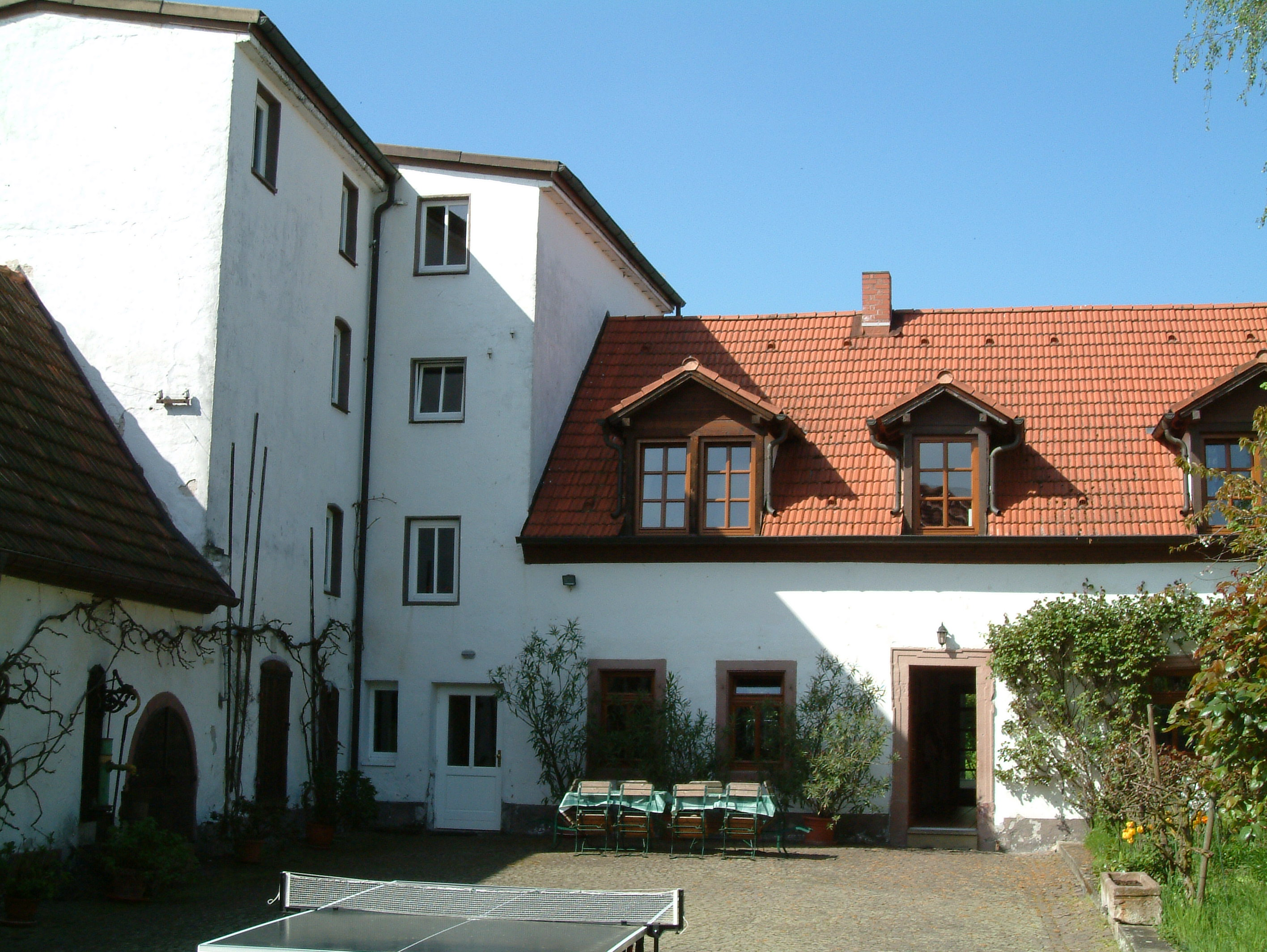
Spormühle
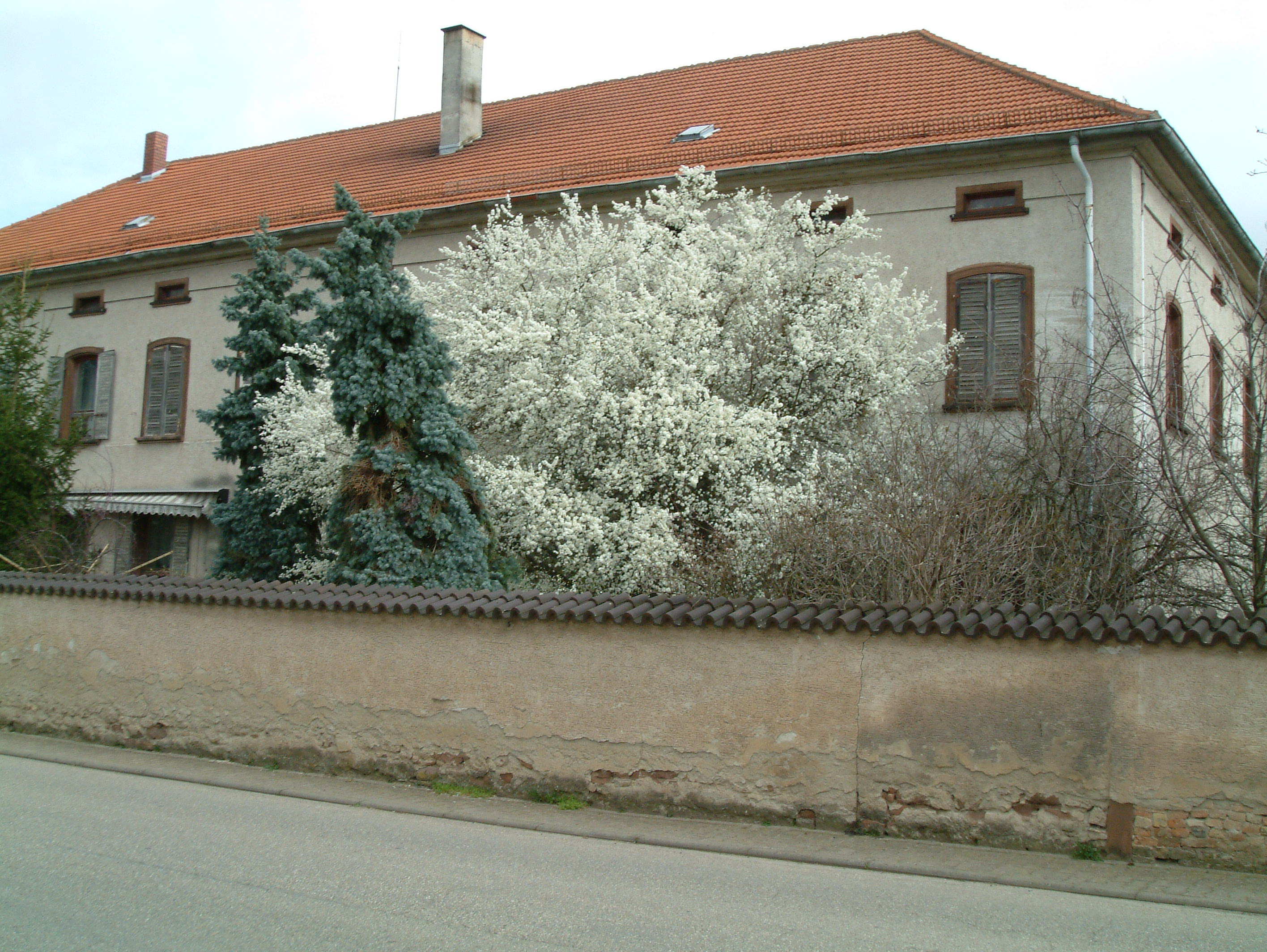
Ehemalige Niedermühle
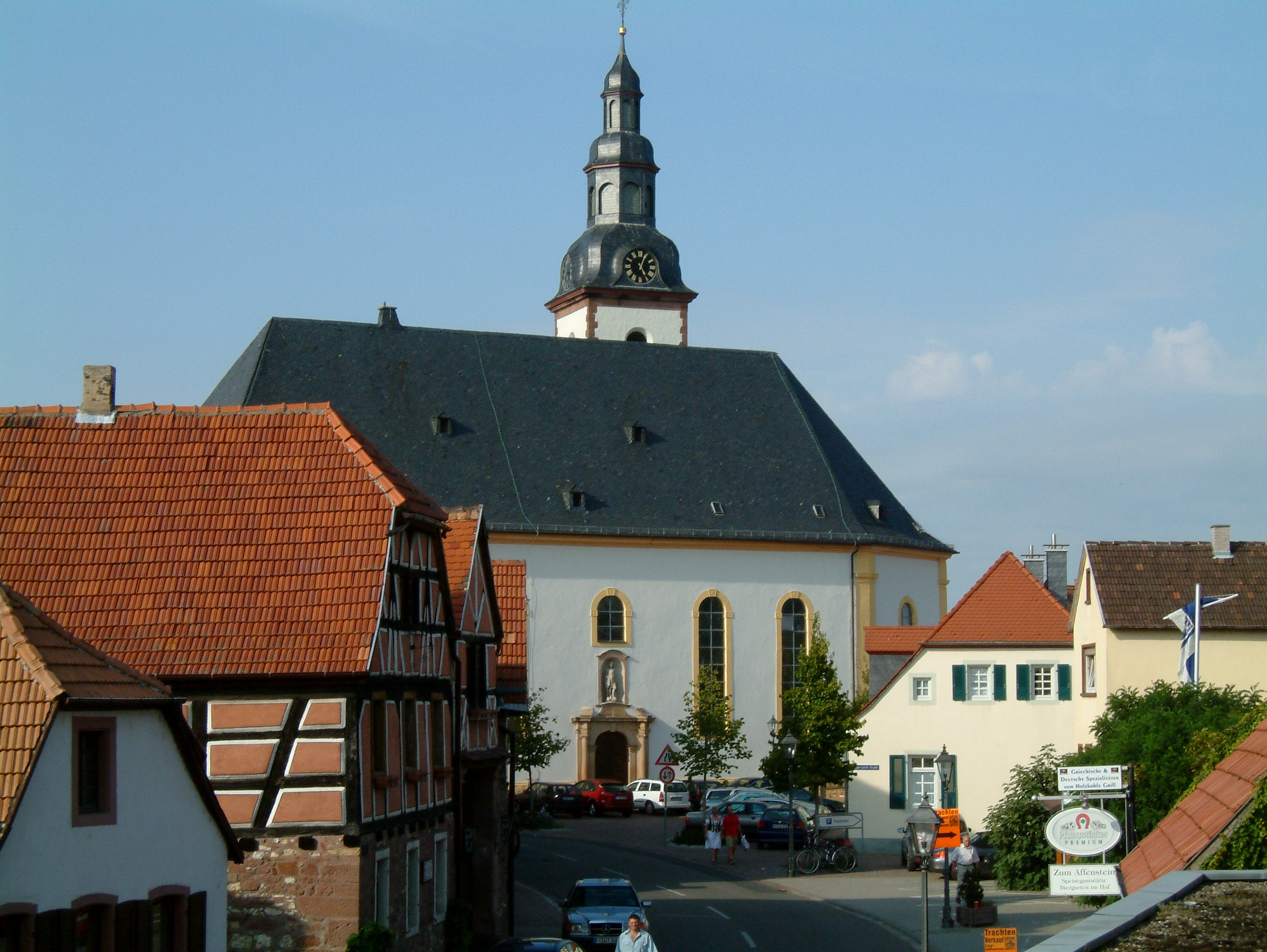
Laurentiuskirche
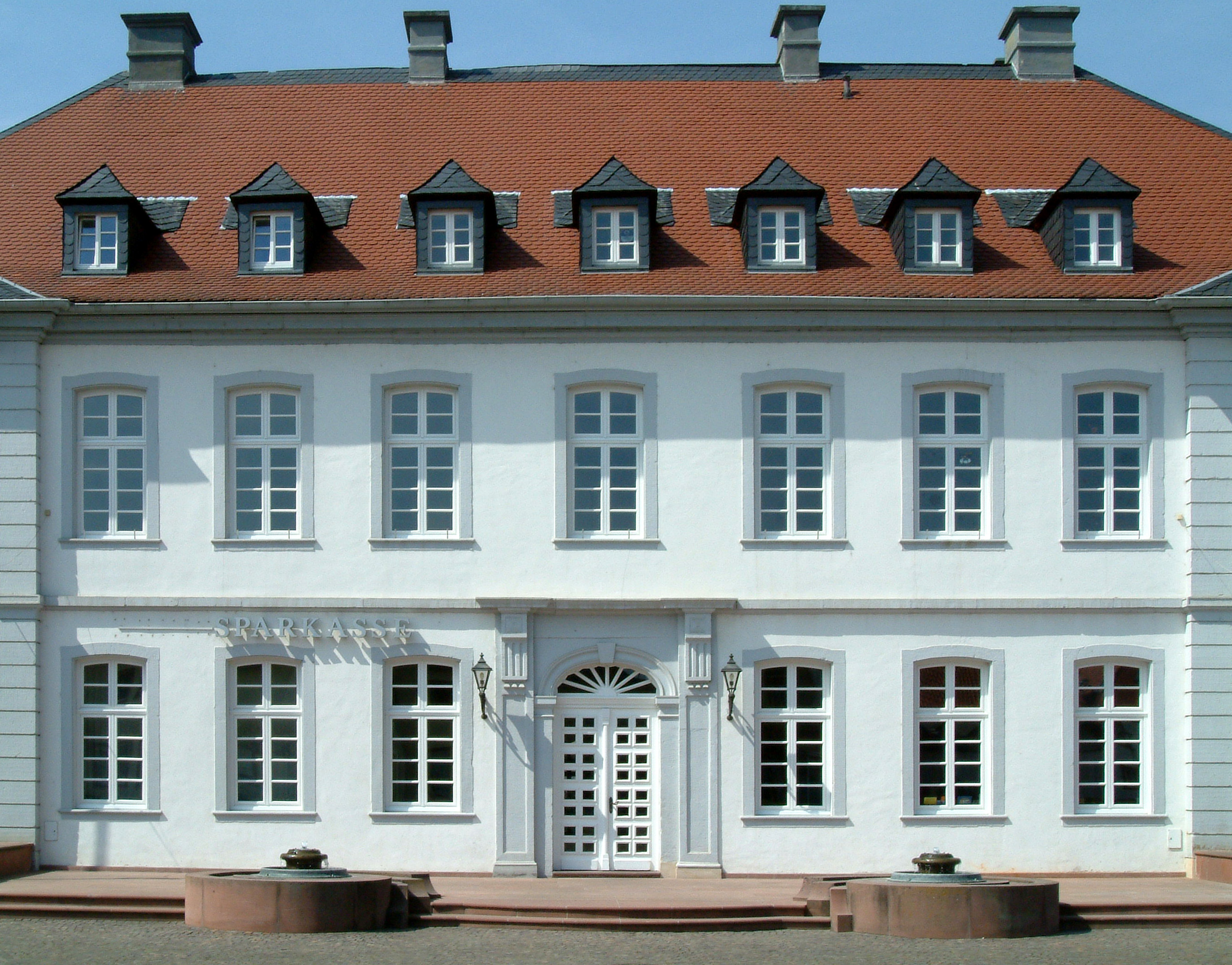
Sturmfedersches Schloss
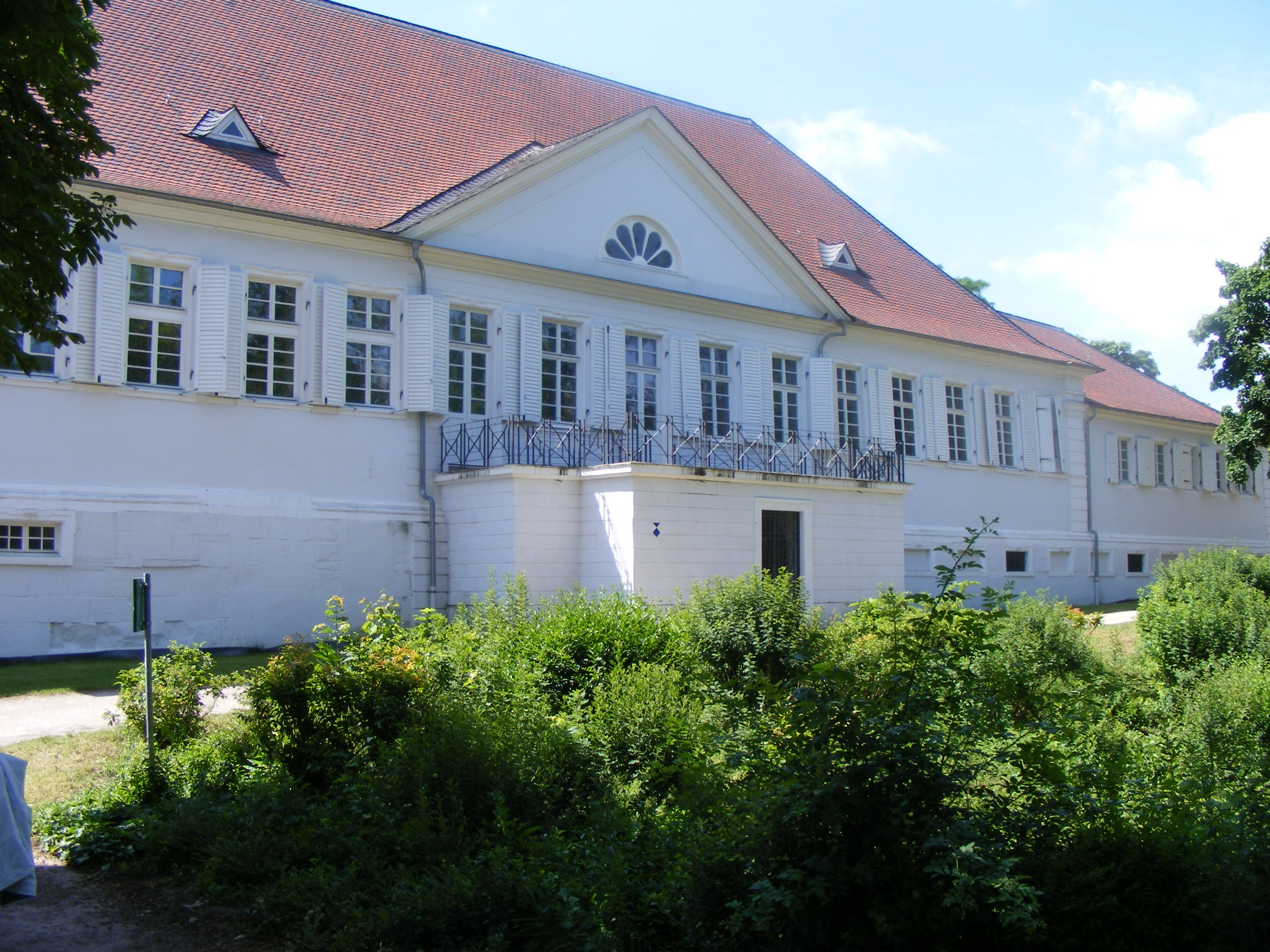
Koeth-Wanscheidsches Schloss
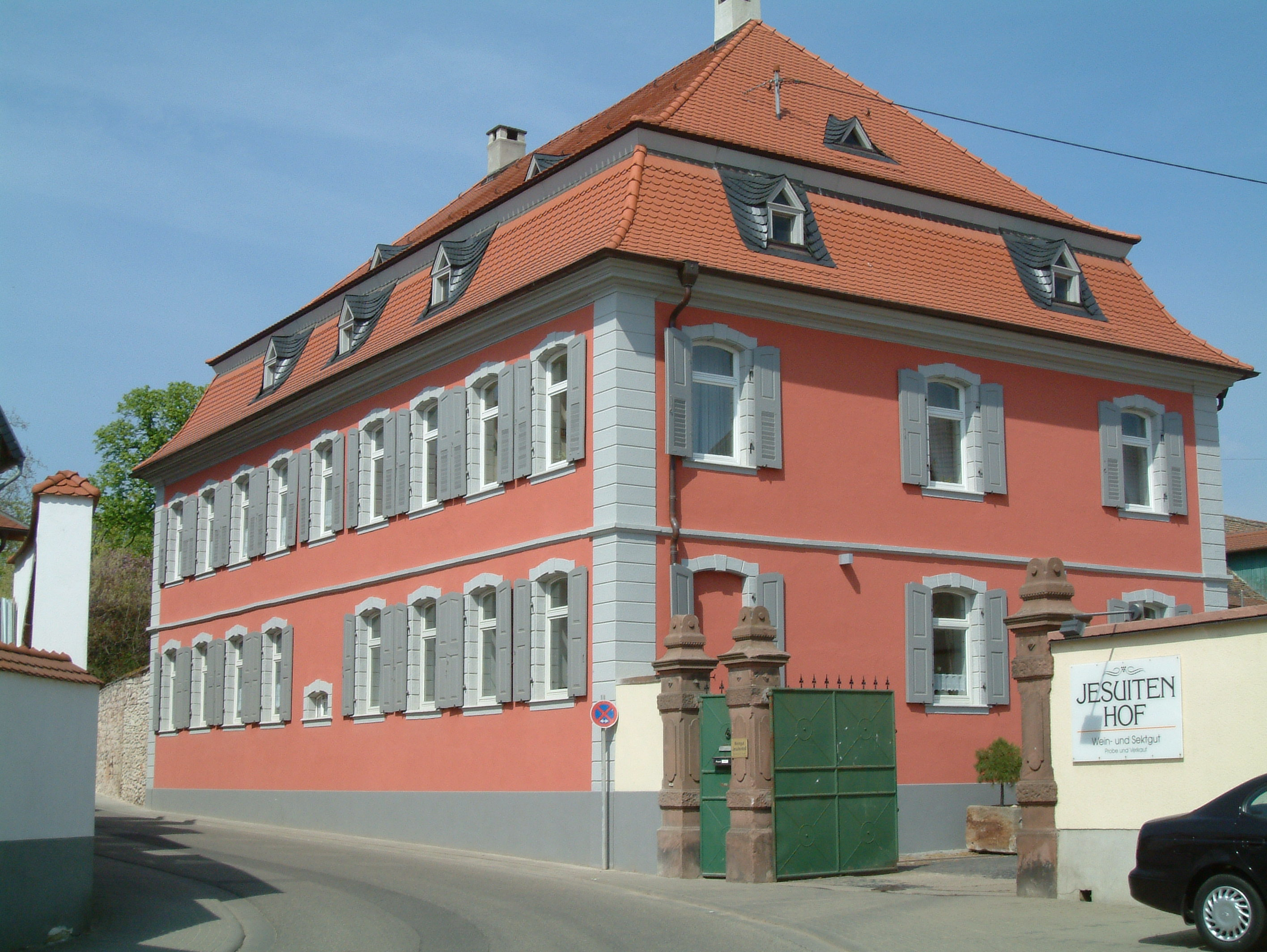
Quadtsches Schloss